# Стрілківська сільська територіальна громада
Стрілківська сільська громада — гірська сільська громада у Самбірському районі Львівської області України. Розташована у західній частині Самбірського району, її територія повністю знаходиться у масиві Верхньодністровські Бескиди (Карпати), площа складає 327,4 км2 (9,9 % від площі району) кількість сіл — 21, населення — 14 470 жителів (6,2 % від жителів району), повнолітніх — 10 822 особи. Густота населення - 44,78 осіб/км2.
Межує на півночі з Старосамбірською громадою, на півдні — з Турківською громадою, на сході — з Східницькою громадою Дрогобицького району, а на заході — з Республікою Польща. Громада створена нещодавно, наприкінці 2020 р.
На території Стрілківської громади розташовані Національний природний парк “Королівські Бескиди” (його створення та діяльність не погоджена із жителями громади, територія остаточно не визначена) та Регіональний ландшафтний парк “Верхньодністровські Бескиди”.
Утворена на підставі розпорядження Кабінету Міністрів України від 12.06.2020 р. «Про визначення адміністративних центрів та затвердження територій територіальних громад». Перші вибори сільського голови ОТГ та депутатів сільської ради ОТГ відбулися 25 жовтня 2020 року. Перше урочисте засідання — 26.11.2020 р.
Голова - Дрозд Микола Миколайович.
Керівний орган — Стрілківська сільська рада.
Адреса ради: Україна, 82092, Львівська обл., Самбірський р-н, село Стрілки, вул. о. М. Вербицького, 10. КАТОТТГ: UA46080170000064605
Офіційна сторінка: https://strilky-gromada.gov.ua [Архівовано 5 жовтня 2021 у Wayback Machine.] Офіційна сторінка у соцмережі Фейсбук: https://www.facebook.com/Стрілківська-територіальна-громада-100983408538294

## Склад громади
Громада складається із 21 села (всі мають статус гірських):
Центр ОТГ
1. Стрілки (1437 рік заснування, 2 333 жителі у 2021 році)

Староста Грицак Василь Михайлович:
1. Бабина (1407 р.з., 377 жителів)
2. Виців (77)
3. Галівка (1486 р.з., 97жителів)
4. Гвоздець (94)
5. Головецько (1515 р.з., 1 058 жителів)
6. Грозьова (7 липня 1492 р.з., 609 жителів)
7. Дністрик (310)
8. Мшанець (1446 р.з., 296 жителів)
9. Плоске (1526 р.з., 149 жителів)
10. Ріп'яна (1527 р.з., 630 жителів)
11. Смеречка (267)

Староста Чуплак Володимир Романович:
1. Бусовисько (1273 р., 949 жителів)
2. Верхній Лужок (1495 р.з., 1 167)

Староста Дем'ян Тетяна Іванівна:
1. Велика Волосянка (329)
2. Лопушанка-Хомина (16 квітня 1532 р.з., 495 жителів)
3. Тисовиця (17 квітня 1558 р.з.[5], 592 жителі)
4. Ясениця-Замкова (1538 р.з., 1 270 жителів)

Староста Наливайко Леся Ярославівна
1. Недільна (1552 р.з., 197 жителів)
2. Топільниця (1558 (або 1507) р.з., 1 473 жителі)

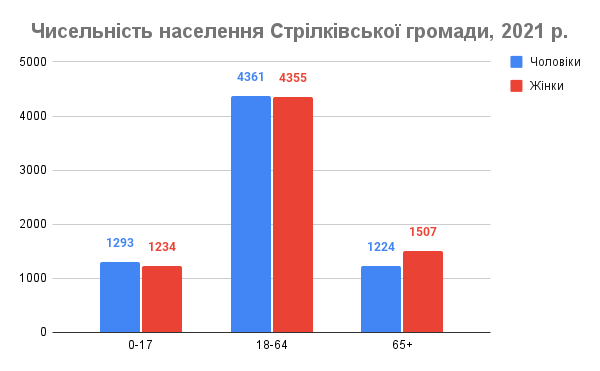
Чисельність населення Стрілківської громади з розподілом на вікові групи і стать, 2021 р.

3. Тур'є (1345 р.з., 1 225 жителів)Чисельність населення Стрілківської громади з розподілом на вікові групи і стать, 2021 р.

| Структура населення з розподілом за статтями, осіб              | Разом, в т.ч.:        | 13994 |
| Структура населення з розподілом за статтями, осіб              | Чоловіків             | 6829  |
| Структура населення з розподілом за статтями, осіб              | Жінок                 | 7165  |
| Віковий розподіл, осіб                                          | 0-15 років            | 2338  |
| Віковий розподіл, осіб                                          | 16-59 років           | 8431  |
| Віковий розподіл, осіб                                          | 60 років і старше     | 3321  |
| Вікова структура населення, молодшого за працездатний вік, осіб | Діти дошкільного віку | 788   |
| Вікова структура населення, молодшого за працездатний вік, осіб | Діти шкільного віку   | 1666  |

## Історія
Громада знаходиться у мальовничій місцевості, у Карпатах, в масиві Верхньодністровські Бескиди, Бойківщина.
Складно сказати, коли тут були засновані найперші поселення, але достеменно відомо про існування руського городища на горі Маґура ще в ХІ-ХІІІ ст. та інших замків на вершинах гір ще з часів княжої Руси.
У той час городища на висотах будували так, щоб створити цілу оборонну мережу і могти швидко передавати сигнал про небезпеку за допомогою системи вогнищ. Зараз на місцях древніх городищ і замків стоять мобільні вишки.
Через ці гори пролягав знаменитий «руський шлях» (точніше – мережа таких торгових шляхів).
Починаючи з XV ст. збереглися перші письмові згадки про ці села на їхньому сучасному місці: Бусовисько – ХІІІ ст., Бабина – 1407 р., Стрілки – 1437 р., Мшанець – 1446 р., Тур’є – 1473 р., Грозьова – 1492 р.
Тут ніколи не було панщини, що дуже сильно відбилося на характері місцевих жителів. Села мали «волоське право» (або «пастуше право»): селяни вільно користувалися ґрунтами і полонинами під владою громадських старшин (їх спочатку називали «князями», а потім – «війтами» і «солтисами»). Старшини платили податок до королівської каси, визначали, хто йде до війська (на той час - австрійського) і, що дуже важливо, мали власний суд.
Завдяки о. Михайлу Зубрицькому, священику і науковцю, який 30 років служив у с. Мшанець, збереглося дуже багато унікальних відомостей (і артефактів) про  історію цих сіл. В тому числі – і про систему громадського суду, яка є насправді цікавим «кейсом» і цеглинкою до розуміння місцевої ментальності та уміння громадою вирішувати справи. Дуже рідко судові справи доходили до вищих інстанцій.
Система працювала так: війт через присяжного (громадського поліціянта) скликав людей. Найважливіша особливість – кожен охочий, хто прийшов на суд, брав у ньому участь, навіть якщо він не належав до «радних», рішення приймали спільно. Позивач витягав 5-10-20 золотих ринських, клав на стіл і приказував: «Моя п’ятка, десятка під пропадком, як ся таке на мене покаже!» Відповідач зобов’язаний був надати докази (якщо перед тим він прилюдно підозрював позивача у якомусь нечесному ділі). Якщо доводив, покладені гроші пропадали, а як ні – то змушений платити таку саму суму, яку позивач ставив на стіл.
Як здогадувався о. Зубрицький: «Ці гроші ішли, мабуть, на горілку, і це були ті славні пропої, про які так часто читаємо в оцій збірці. По суді мовив війт до провинника: «Перепроси людий!» І він купував горілки і всіх частував. Так було в селі до недавна».
Офіційні чиновники («крайники») зазвичай підтверджували присуд громади, а часто веліли присяжним та війтам з інших громад іти у Мшанець та розсуджувати суперечки.
Цікавою була й система покарання, коли людей за провину садили на дерев’яну кобилу, що стояла на подвір’ї одного ґазди.
У другій половині ХІХ ст. ситуація з алкоголем у цих селах була просто печальною. Люди пропивали все: поля, хати, реманент – все залишали у шинку. Ввечері селом не можна було пройтися без того, щоб не нарватися на бійку. Горілка була головною на обідах, весіллях, похоронах, при угодах купівлі-продажу, наприклад, овець тощо. Лише протягом різдвяних свят село витрачало на горілку стільки коштів, скільки становила річна зарплата священика.
Та у цей час завдяки молодим греко-католицьким священикам ситуація змінилася докорінно. За 20 років їм вдалося витверезити нарід. Ну і, звісно, нажити смертельних ворогів – місцевих євреїв-шинкарів.
Першою справою о. Зубрицький заборонив, як не дивно, церковний вертеп. Переписавши перед тим усі колядки. Причина полягала у п'янках вертепників. Другим кроком заборонив кликати на хрестини 15-20 кумів. Тільки двоє-четверо. Наступний крок - заборонив частувати породіль горілкою і т.д.
Окрім заборон, священник активно працював над тим, щоб створити для людей альтернативу. Відкрив у Мшанці у 1892 році найпершу «Просвіту» в цьому краї (згодом цю «естафету» підхопили грозівці, михнівчани, головчани, а тоді – жителі інших сіл). При чому, за спогадами старожилів, наріжний камінь «Просвіти» закладав о. Зубрицький разом із його другом Іваном Франком.
При «Просвіті» відкрив першу «Руську крамницю», засновниками якої були жителі Мшанця. А на виручку від діяльності крамниці купували книги, часописи, глобус для читальні. Зауважимо, що найпопулярнішими книгами серед селян кінця ХІХ- початку ХХ ст. були «Богдан Хмельницький», «Авраам Лінкольн», «Староруські оповідання», «Кобзар», «Талмуд», «Робінзон Крузо».
Утворилася чудова нова традиція: у неділю та свята після Служби Божої люди сходилися до читальні «Просвіти», де або сам священник, або хтось із писемних селян читав уголос книги або статті, а тоді присутні обговорювали новини, поточні громадські справи, співали побожні та світські пісні. Дехто із селян заходив і у будні дні, беручи або віддаючи книги.
Як писав о. Зубрицький, раніше, до того, як з Америки привезли і почали тут вирощувати картоплю («бульбу»), у цих селах часто бував голод («тісні роки»), оскільки земля тут гірська, не така родюча. Все змінилося з появою бульби.
Завдяки таким постатям, як о. Михайло Зубрицький, який підносив економічне становище селян, впроваджував передові технології у селі, неодноразово відстоював права селян перед старосамбірськими чиновниками, поширював нові ремесла, організовував науково-практичні семінари львівських професорів у селі, будував свідому українську громаду, написав безліч наукових праць про бойків та їхній спосіб життя (він першим у світі зробив селян об’єктом наукового дослідження), на початку ХХ ст. цей край було не впізнати.
Люди відчули свою гідність і силу творити зміни та писати власну історію. Писати і власною кров’ю, як у першу та другу світову, коли із цих сіл багато хлопців пішли добровольцями у лави спершу «Січовиків», а згодом – упівців.
Є свідчення про те, що в часи підпільної боротьби в селі Мшанець була організована криївка-читальня, до якої селяни позносили книги, за переховування яких могли отримати реальні терміни та висилання в Сибір. Таємно приходили до цієї криївки та читали «заборонену» літературу.

### Повномасштабна війна 2022 р.
У зв'язку з повномасштабним вторгненням російської федерації в Україну 24 лютого 2022 р. у Стрілківську територіальну громаду, як одну з найбезпечніших територій в Україні (розташована поруч з Польщею у гірській місцевості) прибули 4975 переселенців (внутрішньо переміщені особи). Станом на січень 2023 р. у громаді залишилися 319 переселенців. Відсотковий склад майже однаковий протягом усього року: жінки - 49,2%, діти - 29,8 %, чоловіки - 21%.
Був терміново створений координаційний штаб для прийому і поселення ВПО (жінок, дітей і чоловіків непризивного віку). Найбільші волонтерські осередки організували жінки із сіл Мшанець, Плоске та Лопушанка-Хомина, які збирали односельців та підремонтовували пусті хати для безкоштовного тимчасового проживання ВПО.
Також при апараті сільської ради був організований пункт видачі гуманітарної допомоги (продукти, в т.ч. дитячі, одяг, засоби гігієни). Суттєву допомогу надіслала польська ґміна Добжень Велькі (лікарські засоби, знеболюючі, одяг, засоби гігієни, спальні мішки, каремати, бензоелектрогенератор, ліхтарі, біноклі, тканину для пошиття розгрузок) та безліч закордонних партнерів, волонтерів, благодійних організацій тощо.
Силами громади протягом року були зібрані кошти для придбання 8 тепловізорів, далекоміра, амуніції для ЗСУ (майже 100 тис. грн), автомобілю для військового, генератора. На початку великої війни 2 шкільні автобуси та матеріали на суму майже 100 тис. грн громада переслала для Самбірської тероборони.
Історії сімей ВПО, що знайшли прихисток у Стрілківській громаді, представлені як українською, так і німецькою мовою.
Для двох багатодітних сімей з Гостомеля та Сум завдяки допомозі УКУ та закордонних благодійників придбали 2 будинки у с. Мшанець.
Для довгострокового проживання ВПО зроблено ремонт у закритій початковій школі в с. Головецьке (присілок Золотнівець), встановлено систему водовідведення (каналізацію), відремонтовано систему водопостачання.
На території соціального підприємництва "Мшанецькі колиби" у с. Мшанець протягом літа 2022 р. проводилися реабілітаційні табори із психологічним супроводом для дітей і підлітків, що постраждали від війни.
На території громади збереглася найдавніша в Україні коляда, якій, за свідченням науковців, 400 років. Мова йде про "Мшанецьку коляду" або ж "Софійську коляду", в якій розповідається про будову Собору Св. Софії в Києві найголовнішої сакральної святині України. У листопаді 2023 року в Мшанець та Галівку приїхала знімальна група телеканалу "1+1" для знімання детективної історії про цю коляду. 24 грудня 2023 року в перший Святий Вечір в Україні за новим стилем сюжет про детективну історію цієї коляди став центральним у вечірньому випуску "ТСН". Коляду у прямому ефірі на Софійській площі у Києві виконала Тіна Кароль. Це спричинило новий виток наукових досліджень.
13 січня 2024 року у селі Мшанець відбувся з'їзд вертепів і коляд, що були учасниками акції "Різдвяні Пташки", із встановленням рекорду України по виконанню коляди "Там во Бахмуті" найбільшою кількістю вертепів із різдвяними зірками (105 колективів, 1259 осіб). Через онлайн-зв'язок також колядували воїни 80-ї бригади ЗСУ неподалік міста Бахмут . Сама акція "Різдвяні Пташки" проводилася із 26 грудня 2023 по лютий 2024 року з метою об'єднати якомога більшу кількість вертепів і коляд навколо збору коштів для дронів для 80-ї ОДШБ.  До акції доєдналися 101 вертеп, 48 коляд, 54 громади та колективи і 39 приватних осіб (станом на 13 січня 2024), разом зібравши майже 5 млн грн на дрони. Також в акції взяли участь закордонні громади із Кембриджу (Сполучене Королівство), Штату Меріленд (США), Іспанії, міста Вінніпенг (Канада) та Італії. Загалом зібрано понад 5 млн грн.
15 липня 2024 року у Верхньому Лужку встановили та освятили пам'ятну дошку загиблому воїну Володимиру Лужецькому (1995-2018).

### Полеглі герої Стрілківської громади
- Володимир Лужецький
- Буцик Микола Степанович. Пішов добровольцем одразу після повномасштабного вторгнення росії 24 лютого 2022 р. Загинув внаслідок бойового зіткнення та масованого артилерійського обстрілу на Луганщині. Житель села Верхній Лужок. Похоронений 14.04.2022 у Верхньому Лужку.[24][25][26] 25.11.2022 встановлено та освячено пам'ятну дошку на фасаді школи села Верхній Лужок та запроваджено у селі 26 листопада (День його народження) - День пам'яті Миколи Буцика.[27]
- Артемич Іван Михайлович. Житель села Тур'є. Похоронений 4.05.2022 у Тур'є.[28]
- Смеречанський Федір Федорович. Житель села Грозьова. Загинув внаслідок бойового зіткнення та масованого артилерійського обстрілу на Луганщині. Похоронений 18.04.2022 у Грозьовій.[29][30]
- Дем'яновський Микола Іванович. Загинув поблизу міста Бахмут Донецької області. Залишилась дружина та четверо дітей, наймолодшому сину в травні виповнилося 3 роки. Житель села Грозьова. Похоронений 28.11.2022.[31][32][33]
- Бортник Василь Михайлович (? - 09.02.2024). Проходив військову службу по мобілізації у військовій частині А0536. Загинув  поблизу н.п. Авдіївка Донецької області. Житель села Тур'є. Похоронений в Тур'є.[34]
- Мартич Олександр Миколайович (? - 12.02.2024). Із 2016 року служив у Маріупольському загоні Морської охорони. День повномасштабного вторгнення зустрів у Маріуполі. Перебував на різних позиціях, ніс бойові чергування та забезпечував зв’язок на судноремонтному заводі. Після поранення потрапив на завод «Азовсталь», звідти – на 12 місяців у полон. В червні 2023 року звільнили з російського полону. Пройшов курс реабілітації, повернувся на службу. Але стан здоров‘я різко погіршився і серце воїна зупинилося 12 лютого 2024 року. Житель села Лопушанка-Хомина. Похоронений на Личаківському кладовищі (Марсове поле).[35]
- Швець Михайло Іванович (? - 15.08.2024). Проходив військову службу по мобілізації у військовій частині А0284 (80-та окрема десантно-штурмова бригада). Загинув на території між позиціями сил оборони та позиціями військ держави-агресора поблизу н.п. Руське Порічне Суджанського району Курської області російської федерації. Житель села Топільниця.[36][37]
- Лутчин Олег Дмитрович (? - 03.09.2024). Проходив військову службу по мобілізації у військовій частині А0998 (24-та механізована бригада імені короля Данила). Загинув поблизу населеного пункту Часів Яр Донецької області, внаслідок мінометного обстрілу.[38][39]
- Блендей Віталій Степанович (04.04.1980 - 09.10.2024). Проходив військову службу по мобілізації у військовій частині А4026 (116-та окрема механізована бригада). Загинув поблизу населеного пункту Синьківка Купʼянського району Харківської області. Житель села Бусовисько.[40]
- Борис Ігор Володимирович (10.01.1983 - 15.10.2024). Проходив військову службу по мобілізації у військовій частині А4270. Загинув поблизу н.п. Свердликово Курської області російської федерації. Житель села Головецько.[41][42]
- Жук Іван Петрович (05.02.1994 - 25.10.2024). Проходив військову службу по мобілізації у військовій частині А0998 (24-та механізована бригада імені короля Данила). Загинув  населеного пункту Часів Яр Донецької області, внаслідок артилерійського обстрілу. Уродженець с. Гвоздець та житель с. Топільниця.[43][44]
- Горя Віталій Васильович "Молдаван" (11.02.1982 - 11.11.2024). Проходив військову службу по мобілізації у військовій частині А0284 (80-окрема-штурмова бригада). Загинув поблизу н.п. Черкаське Порічне Суджанського району Курської області російської федерації.[45] Житель Верхнього Лужка.[46][47]
- Богославський Микола Ігорович (14.12.1974 - 10.12.2024). Проходив військову службу у військовій частині А7371 (202-й окремий батальйон територіальної оборони) на посаді головного сержанта - командира стрілецького відділення. Із села Лопушанка-Хомина.[48]
- Виджак Юрій Іванович (04.05.1969 - 26.02.2025). Проходив військову підготовку у військовій частині А3211 (355-й навчальний механізований полк), на посаді навідника оператора роти навчально-бойового озброєння та техніки.[49]

### Рекорди Стрілківської громади
1. Наймасовіше виконання Державного гімну України на сопілках (237 сопілкарів). Рекорд встановлено 26 квітня 2015 року.
2. Вежа Пам'яті у селі Недільна - найвища дерев'яна вежа в Україні (43 метри) з найвисотнішим хрестом над рівнем моря (907 метрів над рівнем моря). Рекорд України встановлено 27 серпня 2017 року.
3. Наймасовіше виконання колядки “Нова радість стала” на сопілках” (406 сопілкарів). Рекорд України встановлено 16 січня 2021 року.[50][51][52]
4. "Різдвяні Пташки”: виконання колядки “Там, во Бахмуті” найбільшою кількістю вертепів із різдвяними зірками (1 259 учасників, 105 вертепів). Рекорд України встановлено 13 січня 2024 року.[53][54][55][56]

## Географія
Стрілківська територіальна громада знаходиться у басейні річки Дністер, а точніше у його витоку, розташована у південно-західній частині Львівської області, на заході межі збігаються з державним кордоном України з Республікою Польща. Межує на півночі з Старосамбірською громадою, на півдні — з Турківською громадою, на сході — з Підбузькою громадою Дрогобицького району.
Громада повністю розміщена у масиві Верхньодністровські Бескиди (Карпати).
На території громади розміщені два природні парки Регіональний ландшафтний парк «Верхньодністровські Бескиди» та Національний природний парк «Королівські Бескиди» (частково також розміщений на території Старосамбірської територіальної громади).
Територія охоплює низькогір'я Зовнішніх Карпат і Сансько-Дністровське водорозділове підвищення та знаходиться в басейнах Чорного і Балтійського морів.
Вона розташована в межах двох фізико-географічних зон: Прикарпаття і Українських Карпат, які в цій частині мають назву Бескиди. Вони сформовані з флішу, пісковиків, сланців, різних гірських порід. Тверді породи, які менше піддаються руйнуванню, утворюють тут підвищені гострі форми рельєфу, а менш стійкі породи, що швидко руйнуються, утворюють м'які, округлі форми рельєфу, внаслідок чого в горах району є багато вершин і западин.
Гірський рельєф характеризується круглими формами Карпатських хребтів, вершини яких досягають 800 і більше метрів над рівнем моря. Найвища вершина — гора Маґура-Лімнянська, що знаходиться поблизу села Грозьово, і здіймається на 1022 м над рівнем моря.
Стрілківська громада розташована у смузі атлантико-континентальним кліматом, для якого характерні низький тиск, велика вологість повітря та прохолодне літо. Така «перехідна» характеристика клімату зумовлена географічним розташуванням території в на «перехресті» шляхів міграції повітряних мас, а також специфічними рисами її поверхні (наявність заболочених рівнин, піщаних територій, височин та гір).
Географічна широта району забезпечує можливість падіння сонячних променів на горизонтальну поверхню, в середньому, під кутом 41°, що можна спостерігати в обідню пору під час весняного та осіннього рівнодення. Максимальний кут падіння сонячних променів досягається в час літнього сонцестояння (62°), а мінімальний — в час зимового сонцестояння (17°).
Територія громади належить до областей із значною хмарністю протягом усього року. Хмарність в межах області нерівномірна. Тривалість захмареного неба може досягати до 80 % днів у грудні. Ймовірність ясного і малохмарного неба найвищі у серпні та вересні. У період з малою хмарністю сонячне тепло є основним джерелом прогріву території, а тепло, що приходить з прогрітим повітрям — менш впливове.
Періодично зимою приходить морське повітря з заходу та південного заходу — сире і тепле, що приносить снігопади і обумовлює відлиги. Повітря, що сформувалось над Атлантичним океаном в південних широтах є настільки впливовим, що серед зими може забезпечити підняття температури до 5-15°С тепла. Літом можливі швидкі зміни теплої погоди на холодну, антициклональної на циклональну.
Отже, для території у всі сезони року характерними є швидкі зміни погоди, а разом з тим і різкі зміни метеорологічних показників — температури і вологості повітря, температури ґрунту, напряму і швидкості вітру, кількості опадів, атмосферного тиску.
Додаткові впливи на формування кліматичних показників: височини і гори створюють бар'єрний ефект проходженню повітряних мас. У межах району найдієвішим бар'єром для проходження повітряних мас є Карпати. Вони майже не пропускають вітрів з півночі і північного заходу, спрямовуючи їх вздовж Карпат — до південного сходу, а вітри з південного сходу — до північного заходу. На територію області часто прориваються вітри з Закарпаття — з південного заходу.
При проходженні через Карпати вітри прориваються перш за все по низькогірних територіях, а також по глибоких поперечних долинах, які утворюють так звані «вітрові коридори». Швидкості вітрів у Карпатах бувають дуже великі (до 30 і більше м/с), що спричиняє вітровали та буреломи у лісах.
Середньорічна температура становить +6,1° С. Найбільш холодними є січень, лютий і перша половина березня, найбільш теплими — липень і серпень місяці, пізні весняні заморозки бувають у червні, ранньоосінні — в серпні. Характерна наявність туманів. Середньорічна кількість опадів 790—800 мм, найбільша їх кількість випадає влітку у вигляді сильних злив. Сніг лежить 128 діб, в тому числі суцільний покров 61 добу. Найбільша висота снігового покрову має місце в січні — 50-60 см.
Екосистема краю сприяє таким екологічним напрямкам господарювання як вирощування ВРХ, кіз, овець, лікарських рослин та туризму зокрема.

### Ресурсно-сировинний потенціал
Земельний фонд:
| Назва показника                                                                  | Площа, га  | %     |
| Сільськогосподарські землі, у т.ч.:                                              | 11242,2681 | 35,4  |
| рілля                                                                            | 5303,4625  | 16,7  |
| багаторічні насадження                                                           | 228,44     | 0,91  |
| сіножаті                                                                         | 886,68     | 2,79  |
| пасовища                                                                         | 4554,7324  | 14,34 |
|                                                                                  |            |       |
| Пайові угіддя, у т.ч.:                                                           | 2758,9     | 8,69  |
| рілля                                                                            | 1619,9     | 5,1   |
| багаторічні насадження                                                           | 17         | 0,05  |
| сіножаті                                                                         | 375,7      | 1,18  |
| пасовища                                                                         | 746,3      | 2,35  |
|                                                                                  |            |       |
| Землі лісогосподарського призначення, в т.ч.                                     | 19564,9108 | 61,61 |
| лісові землі                                                                     | 16083,6    | 50,65 |
| чагарники                                                                        | 2832,2108  | 8,81  |
|                                                                                  |            |       |
| Забудовані землі, у т.ч.:                                                        | 607,2478   | 1,91  |
| землі житлової та громадської забудови                                           | 94,4432    | 0,3   |
| землі промисловості, транспорту, зв'язку, енергетики, оборони та ін. призначення | 9,1635     | 0,03  |
|                                                                                  |            |       |
| Заповідні землі                                                                  | 4256,05    | 13,4  |
| Землі водного фонду                                                              | 340        | 1,07  |
|                                                                                  |            |       |
| Всього землі                                                                     | 31754,43   | 100   |
| Інші (відкриті землі без рослинного покриву, болота)                             | 388,0733   |       |
| Всього дані ДГК                                                                  | 32142,5    |       |

Водні ресурси:

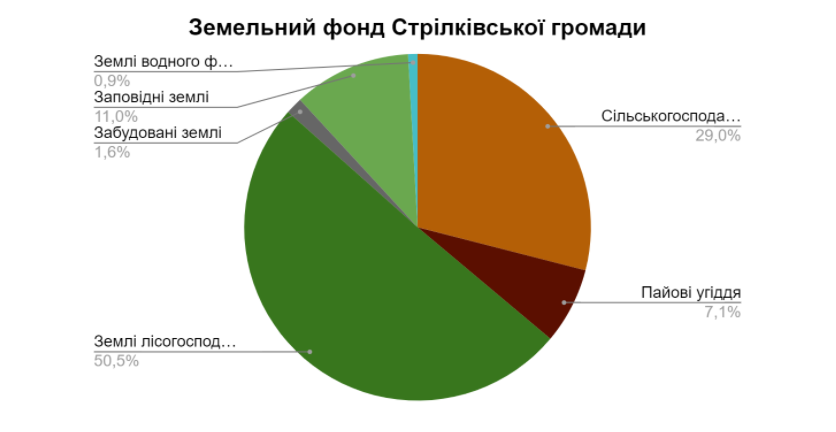
Земельний фонд Стрілківської громади Самбірського р-ну Львівської обл. 2021

Територія громади вкрита густою сіткою річок, що належать до басейнів Чорного та Балтійського морів.
На всіх річках спостерігається три підняття рівнів води: весняна повінь, внаслідок танення снігу (березень-квітень); літні паводки від випадання тривалих і сильних дощів (червень-серпень); зимові підняття рівня води внаслідок тривалих і інтенсивних відлиг (грудень-лютий).
Льодовий покрив річок області нестійкий, а в окремі роки вони зовсім не замерзають, що зумовлено нестійким термічним режимом у зимовий період.
Лісові масиви:
У далекому минулому на території, що тепер займає район, більшість площі була зайнята лісом. Проте в XIV—XVIII ст. багато лісів було вирубано в процесі освоєння території під посівні площі та випас худоби.
Головні лісотвірні породи: сосна  смерека, ялиця, дуб, бук, модрина, решта припадає на граб, клен-явір, вільху, липу та інші породи.
Найпоширеніші типи лісу: грабово-буковий ялинник, вологий буково-смерековий суялинник, волога грабово-ялицева бучина.
У зоні Українських Карпат найпоширенішими є ялицеві насадження.
Фауну території району представляють ссавці, птиці, риби та комахи.
З копитних тварин зустрічаються дикі свині, козуля, олень, а з хижих — куниця, видра, борсук, вовк, лисиця, тхір. Водиться також бобер, куниця, тхір лісовий, ондатра, качка, лебідь — шипун, голуби, білка, олень, тритон і саламандра, чорний журавель і підорлик, рись і борсук, видра і горностай.
Корисні копалини:
Особливим багатством району є великі запаси лікувальних мінеральних вод, які зовсім не використовуються, зокрема мінеральні води поблизу с. Смеречка.

## Дорожня інфраструктура
Вздовж дороги державного значення Н-13 Львів-Самбір-Ужгород розміщені села: Стрілки, Бусовисько, Велика Волосянка (за 4 км), Верхній Лужок, Лопушанка-Хомина, Ясениця-Замкова. Стан дороги - добрий, покриття - тверде.
Вздовж дороги місцевого значення загального користування С141704 Мшанець-Стрілки розташовані села: Бабино, Виців (за 4 км), Галівка (за 5 км), Гвоздець, Головецько, Грозьово (за 2 км), Дністрик (за 4 км), Мшанець (за 3 км до твердого покриття), Плоске (за 2 км), Ріп’яна (за 7 км), Смеречка (за 9 км), Тисовиця (за 5 км). Стан дороги: проводиться капітальний ремонт.
Вздовж дороги місцевого значення загального користування С141713 Стрілки-Новий Кропивник розташовані села: Недільна (за 6 км), Топільниця, Тур’є. Стан дороги: проводиться капітальний ремонт.
Протяжність доріг місцевого значення - 80 км, державного значення - 20 км.
| Тип сполучення                                             | Назва та відстань, км |
| Аеропорт                                                   | до Міжнародного аеропорту «Львів» імені Данила Галицького – 104 до Міжнародного аеропорту Ужгород - 144 |
| Залізничне сполучення                                      | Львів – Самбір – Сянки Львів – Самбір – Солотвино |
| Дороги регіонального, національного, міжнародного значення | - Н-13 Львів-Самбір-Ужгород (національного значення) - С141713 Стрілки-Новий Кропивник (місцевого значення загального користування) - С141704 Стрілки-Мшанець (місцевого значення загального користування) |
| Відстань до міста Львова                                   | 100 |
| Відстань до районного центру                               | 30 |
| Відстань до пунктів перетину кордону                       | Смільниця-Кросценко - 47 Шегині - 84 |
| Залізничне сполучення                                      | Львів-Сянки Львів-Солотвино |

## Економіка
На території громади функціонує 40 підприємств, серед них 15 приватних підприємств, 15 товариств з обмеженою відповідальністю, 3 фермерські господарства, 1 комунальне господарство, 4 сільськогосподарські кооперативи, 1 споживче товариство та 1 адвокатське бюро.
Найпоширеніші види діяльності — оптова та роздільна торгівля, лісозаготівлі та оброблення деревини.
Також є підприємства, що займаються:
- електромонтажні роботи;
- виробництво електроенергії;
- діяльність у сфері проводового електрозв'язку;
- ремонт електронної апаратури побутового призначення для приймання, запису, відтворення звуку й зображення;
- будівництво житлових і нежитлових будівель;
- надання в оренду будівельних машин і устатковання;
- виробництво спіднього одягу;
- виробництво паперових виробів господарсько-побутового та санітарно-гігієнічного призначення;
- перероблення молока та вироблення сиру;
- виробництво продуктів борошномельно-круп'яної промисловості;
- виготовлення виробів з корка, соломки та рослинних матеріалів для плетіння;
- послуги з організації подорожувань.

Через специфіку гірських ґрунтів, звичайне сільське господарство у громаді не є настільки ефективним, як в інших регіонах України. Однак в нас дуже сприятливі умови для промислового вирощування чорниці, лохини, ліщини, суниці, терену, шипшини, лаванди та ін.
Завдяки природному розташуванню у нашої громади є великий туристичний потенціал. Розробляючи стратегію соціально-економічного розвитку, ми робимо ставку на зелений та агротуризм (а разом з тим і на культурний, історичний, спортивний туризм тощо). Перші успішні кроки у цьому напрямку вже зроблені.

## Туристична інфраструктура

Парафіяльний еко-табір "Мшанецькі колиби" та Каплиця св. Миколая. С. Мшанець.

#### Відпочинкові та рекреаційні заклади
- Соціальне підприємництво місцевої релігійної громади УГКЦ "Мшанецькі колиби", с. Мшанець. Парафіяльний еко-табір складається з дерев'яних лісових будинків (“колиб”), каплиці, літнього кінотеатру, кухні-колиби, павільйону-їдальні, літнього душу з панорамним краєвидом, футбольного та пляжного волейбольного майданчиків, місця для купання. Неподалік є джерело мінеральної води “Нафтуся-Мшанецька”.

Тут можна проводити літні молодіжні табори, християнські сарепти, військово-патріотичні вишколи, освітні та культурно-мистецькі заходи (відкриті лекції, виїзні тренінги/семінари на природі), а також просто відпочити у бойківському карпатському краї чи відсвяткувати якусь подію.
Цей табір уже перетворився на своєрідний “гірський хаб” — місце для перетину міського й сільського світогляду, місце зародження й втілення оригінальних соціальних ініціатив, більше див. у статті "Мшанецькі колиби".
- Ресторанно-відпочинковий комплекс “Стрілецький замок” (с. Стрілки, вул. Дністрова)[57][58]. В інфраструктуру комплексу входять ресторан з трьома залами, терасою та більярдною кімнатою, “Мисливський будиночок”, альтанки, дитячий майданчик, ставки, де можна порибалити (водяться форель, короп та ін.), а також готель[59]. Чудово підходить для відзначення урочистих подій, сімейного відпочинку, ділових зустрічей.
- Реколекційний центр Самбірсько-Дрогобицької єпархії “Емаус”. Триповерховий відпочинковий комплекс Самбірсько-дрогобицької єпархії УГКЦ з усіма зручностями у номерах на 65 посадкових місць, конференц-залом, кухнею та їдальнею всередині приміщення, сауною та огороженим басейном на дворі.
- Туристичний кемпінг “Бойківський Двір” (с. Ясениця-Замкова, вул. Центральна, 3; 82097)[60]. На території знаходяться два басейний, дорослий критий і дитячий на відкритому повітрі, Тюбінг - літня саночна дорога довжиною 50 метрів, а також у Корчмі - національні смачні страви, приготовлені за бойківськими рецептами цієї місцевості.

Еко-садиба Каскад. с. Вел. Волосянка, Львівська обл.

- Еко-садиба Каскад. с. Вел. Волосянка, Львівська обл.Еко-садиба Каскад. с. Вел. Волосянка, Львівська обл.Еко-садиба “Каскад” (с. Велика Волосянка, вул. Центральна, 23)[61][62]. Окрім комфортних євро-номерів з панорамними вікнами та терасами, є сауна, альтанки з мангалами, водоспад і каскад озер, клумба з суницею, невелика еко-ферма. Неподалік джерела з мінеральними водами «Нафтуся», «Содова», «Срібно-Кремнієва».
- Етно-садиба “Ясна садиба” (с. Ясениця-Замкова). Двоповерховий дерев’яний будинок та котедж. Похід на витік Дністра, велосипедні та кінні прогулянки, чайна церемонія “Містерія трав”, ароматерапія на сіновалі, ландшафтотерапія, майстер-класи з вишивки стрічками та хрестиком, розпису акриловими фарбами, виготовлення ляльки-мотанки.
- Еко-садиба "Бескиди" (с. Велика Волосянка, вул. Центральна, 132)[63]. Триповерховий дерев’яний будиночок зі ставком, альтанками, мангалом, дитячим майданчиком, батутом, сауною на території.
- Агрооселя “Ростоки” (село Недільна). Затишна батьківська хата для молодіжних компаній та сімейного відпочинку. До послуг туристів сауна і чани. Довкола велика територія, де можна пограти в теніс, покататися на качелях, пострибати на батутах. Неподалік річка. Облаштовується волейбольне поле.
- Приватна садиба Вілла “Марія” с. Тур’є. Розташована за 3 км від центру села, 12 км від траси Львів-Ужгород.
- Модульний будинок "Магія тиші" (с. Лопушанка-Хомина, 49°17'53.6"N 22°59'19.0"E). Будинок складається з двох повноцінних спалень з ліжками дабл-бед, повністю обладнаної кухні, вітальні з панорамними вікнами і каміном, санвузла, просторої тераси з сіткою для відпочинку і чаном[64]. На території є паркінг, гойдалка і зона для BBQ.

### Відпочинкові осередки
- Відпочинковий осередок “Під кичерою” для рекреації та риболовлі на Дністрі. Знаходиться у с. Головецько, у підніжжі гори Погар, за координатами N 49°17'59.060" E 22°51'39.749".
- Гірський притулок “Грозова брама” для рекреації та ночівлі. Знаходиться у с. Грозьово, за координатами 49°18'16.2"N 22°48'31.9"E. Від гірського притулку стартує кільцевий пішохідний туристичний маршрут “Грозьова брама” (3 км) на г. Маґура-Лімнянська — найвищу вершину Старосамбірщини.
- Відпочинковий осередок на р. Мшанка для рекреації та риболовлі. Знаходиться біля с. Грозьово,  за координатами 49°19'45.2"N 22°48'58.9"E.

### Музеї

#### Краєзнавчий музей о. Михайла Зубрицького у с. Мшанець
Розташований в історичній будівлі читальні “Просвіти” (відкрита у 1892 р. - перший подібний заклад в цілому повіті). У цьому ж приміщенні функціонувала перша Руська спілкова крамниця у Старосамбірському повіті.
Наріжний камінь, за спогадами старожилів, закладали о. Михайло Зубрицький разом з Іваном Франком.
Більшість експонатів висвітлюють життєвий та творчий шлях отця Михайла Зубрицького (фотографії, копії свідоцтв та деяких праць). Також є частинні експозиції, де представлено одяг з домотканого полотна, вишивки, знаряддя хліборобства, речі домашнього вжитку. Фонди музею використовуються для вивчення побуту мешканців Бойківщини.
Діє на волонтерських засадах. Адреса: Львівська обл., Самбірський р-н, с. Мшанець, вул. Центральна.
О. Михайло Зубрицький (1856-1919) — священник УГКЦ, етнограф, історик (засновник таких течій історичної науки, як усна історія і, частково, мікроісторія), фольклорист, дійсний член Наукового Товариства ім. Т.Г. Шевченка (єдиний сільський священник, що мав такий статус), громадський діяч, новатор (перший ввів на селі безліч інноваційних форм господарювання, створив сільський кооператив і спілкову крамницю задовго до того, як це стало “мейнстрімом” і багато подібного), а також публіцист, який послідовно відстоював права українських селян, формував громадську думку та повістку дня.

#### Музей Івана Платка у с. Галівка
В одній з хатин цього села розташований  етнографічний  мінімузей, яким опікується художник, екозахисник, поціновувач  старовини Іван Платок. Йому вдалося зібрати дуже цікаву і вже чималу колекцію різноманітних речей, одягу та предметів побуту, якими колись користувались наші предки. Під час екскурсії відвідувачам цікаво було дізнатись, для чого і як саме вживались в побуті ті чи інші речі.
Серед експонатів трапляються й військові шоломи та ножі часів  Другої світової війни, які пан Іван  сам знаходив у лісах навколо села, адже в тій місцевості проходив фронт та велися запеклі бої.
Історія цього краю  цікава  тим,  що саме з цих земель Іван Довбуш зі своїми загонами опришків здійснював походи  на польські маєтки. Земля  тут досі зберігає багато артефактів, які притаманні  гуцульщині - свистки, хрестики, різноманітні сувеніри, бо саме цією місцевістю проходив торговельний шлях.
Коли музей було засновано, люди дізналися, що пан Іван збирає історичні речі і просто віддавали йому, що у кого було. Так з часом експозиція поповнилася цікавими історичними артефактами. Як каже сам власник, музей присвячений тим людям, які вміли робити руками, не ледарювали та не пиячили.
Допомагає пану Івану опікуватись музеєм  його мама  Любов Григорівна. Також можна скуштувати меду з місцевої пасіки.

#### Музей у Дзвіниці церкви Св. Архистратига Михаїла (1730) с. Ясениця-Замкова
Сама дзвіниця - пам'ятка архітектури державного значення.
Колекція, зібрана місцевим священником, складається з етноекспозицій селянського реманенту, посуду, ткацьких станків, одягу, меблів.
На другому поверсі — виставка вишитих ікон та хоругв.

#### Історико-меморіальний музей Кирила Осьмака, головиУГВР, в с. Недільна
Кирило Осьмак — голова президії та президента УГВР. Музей розміщено у приміщенні Народного дому села Недільна (колишня будівля “Просвіти”). Проживав в Недільній разом з родиною, переховуючись від радянської армії.
Над розробкою і побудовою експозиції працювала група науковців та музейних фахівців. Основу експозиції складають архівні документи, фото та інші матеріали, а також спогади сучасників та рідних Кирила Осьмака, зібраних Любою Коваль.
На відкритті музею була присутня донька Кирила - Наталія Осьмак. Заснований у вересні 2014 року.
Музей має два тематичні розділи. В ньому зібрані етнографічні експонати і експонати, безпосередньо присвячені Кирилу Осьмаку.
В музеї є багато різноманітних експонатів, пов'язаних з побутом та життям українців Прикарпаття ХІХ - ХХ століть: ткацький верстат, нитки, клоччя, стародавні ваги, праски, кав'ярка, ходулі для дітей, колиска, плакати та багато інших цікавинок.
Найціннішими експонатом музею є форма вояків УПА 1940-х років та вишиванка ХІХ століття.
Окремий розділ експозиції - література, подарована Наталею Осьмак, донькою Кирила Осьмака.
Художники Іван Остафійчук, лауреат Шевченківської премії, Михайло Безпальків і Тарас Дідула малювали картини для музею. Багато експонатів привозили та дарували люди - місцеві жителі та численні гості. Музеєм опікується пані Валентина Дуб - директор Народного дому села Недільна.
Фонди музею налічують 74 одиниці збереження. Експозиційні розділи розміщені у 2 залах.

#### "Нанашкова хата" в с. Лопушанка-Хомина
“Нанашкова хата” – класичний тип бойківської хати. Збудований в 1930 році. Особливістю автентичних будинків цього регіону є поєднання під одним дахом житлових і господарських приміщень. Одразу поруч з житловою кімнатою, коридором, який бойки називають сіньми, стодолою (боїще), розташований хлів (стайня). Є ще комора, загата, курник
У перспективі тут планують облаштувати музей бойківських ремесел та музей старожитностей. Це – приватна ініціатива місцевого подружжя підприємців Василя та Галини Курій.

#### Шкільний краєзнавчий музей в с. Стрілки з експозицією о. Михайла Вербицького
Шкільний краєзнавчий музей з постійно діючою експозицією про життя і діяльність о. Михайла Вербицького в с. Стрілки (діє на волонтерських засадах). Адреса: Львівська обл., Самбірський р-н, с. Стрілки, вул. о. М. Вербицького, 10 (приміщення опорного закладу загальної середньої освіти I-III ст. ім. о. Михайла Вербицького). Також в музеї є якому експозиції про видатних людей краю та колекція предметів бойківського побуту і одягу.
О. Михайло Вербицький (1815-1870) — священник УГКЦ, композитор, хоровий диригент, громадський діяч, автор музики державного гімну України. З 1853 по 1856 рік він був адміністратором каплиці на горі в селі Стрілки.
Музей було засновано в 1990-х роках. З того часу ним опікується пані Надія Мартич, учитель географії, ОЗЗСО І-ІІІ ст. ім. о. Михайла Вербицького.
Присвячений музей історії села Стрілки, найдавнішим заняттям наших предків та культурі.
Експонатами в музеї в більшості є знаряддя праці, які свідчать про те, чим займались наші предки: працювали в землі, самі пекли хліб, робили посуд, прали одяг та вишивали, вирощували льон та інше.
Тут можна побачити давні  чорнильниці й праски, старовинні годинник та верстат, австрійську черепицю XIX століття, якою був вкритий дах залізничного вокзалу стації Стрілки. А ще - глечики, вишивки, колиску,  бронежилет та залишки сучасної ракети, окопні свічки, шаль з Майдану Гідності,  прапори України, жорна, терлицю, льон, лампи, колотівцю, ваги, веретено, кофейник, ціп, коромисло, столярський циркуль, масляницю, граблі, кошики.
Відвідувачів-поціновувачів зачарує національний одяг: сардаки, шальованка, вишиванки, спідниця мальованка, маленькі гачі, взуття тощо.  Проте найціннішим експонатом є спідниця 150-річної давності.
Окрасою музею є картини, намальовані нашим видатним земляком-односельцем художником Григорієм Пізнаком, зокрема портрет Тараса Шевченка, та  герб села Стрілки, вишитий Наталею Мандибурою. На гербі зображено голубий струмінь - річка Дністер, дві стріли, які означають назву села Стрілки, та лисиця. Пані Наталя на початку 1990-х років помістила на вишивку з гербом села ще й герб України.

#### Шкільний Музей визвольної боротьби ОУН-УПА
Знаходиться у приміщенні школи-ліцею. Адреса: вул. Сагайдачного, 21, с. Стрілки, Самбірський район, Львівська область, Україна, 82092.
Містить експонати часів національно-визвольних змагань другої половини XX століття. Експозиція музею складається з 9 розділів:
- «Криниця ідей українського націоналізму»;
- «УВО-ОУН: історія формування та політична діяльність»;
- «УПА: територіальна і функціональна структура»;
- «Боротьба УПА»;
- «Однострій. Нагороди. Озброєння»;
- «Нескорені в таборах»;
- «Дивізія «Галичина»;
- «Наші земляки – герої УПА»;
- «Нам пора для України жить!».[75]

Музей був заснований у 2014 року, а офіційно відкритий за наказом директора департаменту освіти й науки Львівської обласної державної адміністрації у 2016 році.
Музей покликаний заохотити небайдужих туристів дізнатися більше про героїчну історію українського народу, а  декому допоможе зрозуміти сучасну, трагічну  й водночас героїчну добу нашої держави.
Компактна, але дуже цікава експозиція музею розташована в одному невеличкому залі й переносить нас у сорокові-п'ятдесяті роки минулого століття.
Найціннішими експонатами музею є рушниці та гільзи, знайдені на місці боїв воїнів УПА з німцями на горі Діл біля села Недільна; бідон, залитий зверху смальцем, знайдений в селі Буньковичі; буржуйка, знайдена в одному з схронів криївок Українських Повстанців.

### Пам’ятки архітектури

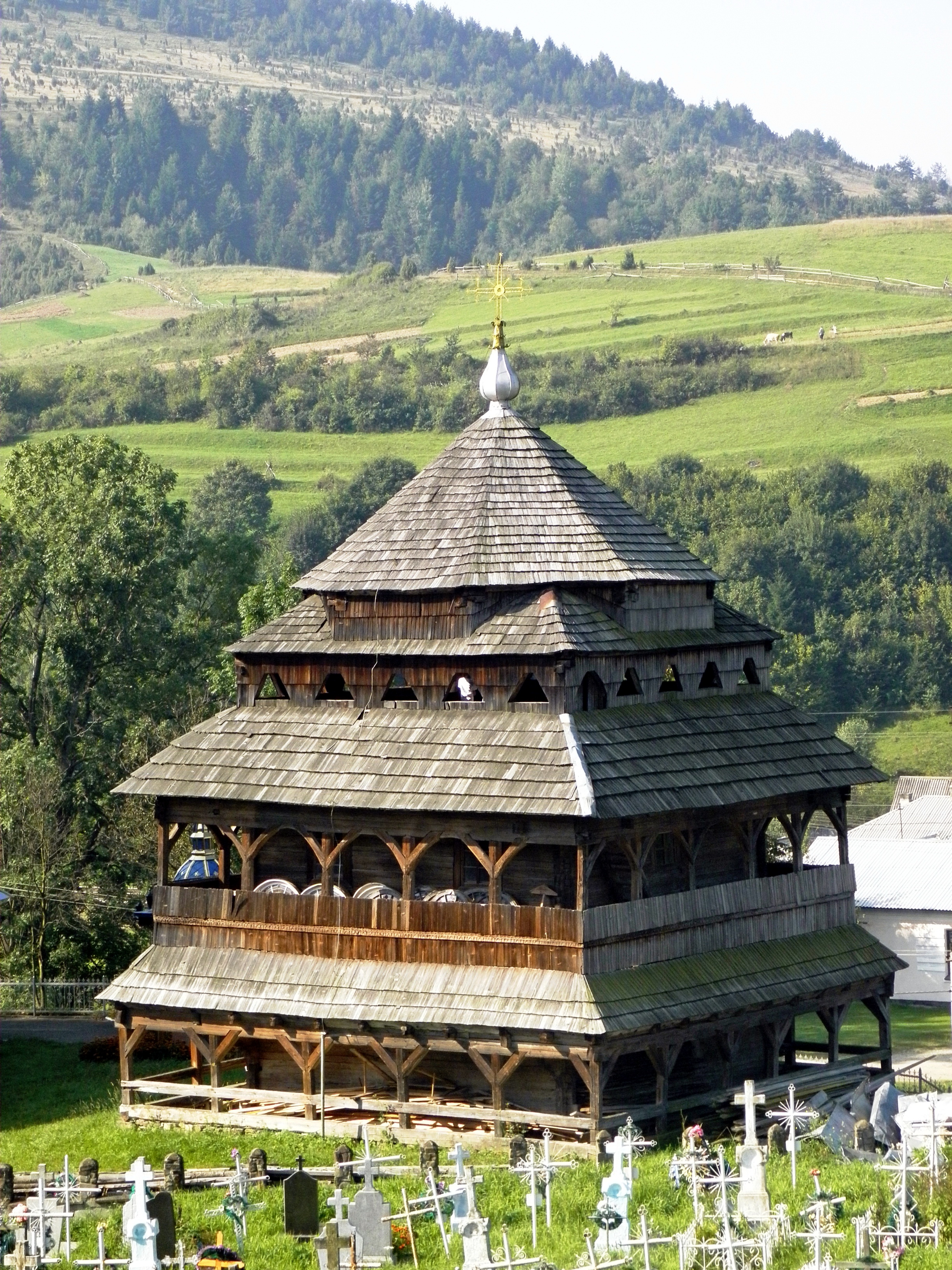
С. Ясениця-Замкова. Дзвіниця церкви Св. Михаїла

#### Дзвіниця Церкви Св. Арх. Михаїла у с. Ясениця-Замкова
Дерев'яна триярусна дзвіниця Церкви святого Архистратига Михаїла с. Ясениця-Замкова (1767-1779 рр.). пам’ятка архітектури, представниця галицької архітектурної школи. Славиться надзвичайною гармонійністю своїх пропорцій. Дерев’яний шедевр, на фоні якого будь-яка карпатська церква буде лише додатком до неї. Повністю дерев’яних (без бляхи) церков на Бойківщині взагалі не лишилося, а от дзвіниця – чудом вижила. За переказами, її перенесли до Ясениці з села Ісаї, де теж збереглася оригінальна дерев’яна церква.
Дзвіниця здається масивною і високою, хоча висота її всього 14 метрів. В плані вона являє собою квадрат розмірами 6 х 6 метрів. Має три яруси, де кожний вищій менший за попередній. Перші два яруси виконані в зрубі оточені аркадами-галереями. На першому була комора, де зберігалося церковне начиння, старі ікони і мед з церковної пасіки. На другому розташовувалася каплиця Покрову Пресвятої Богородиці. На третьому ярусі невеликі арочні отвори нагадують бійниці замкових башт. Тут, власне, і була дзвіниця. Вкритий верхній ярус низьким восьмибічним наметом. Завершується восьмигранним шатровим верхом. По периметру першого та другого ярусів проходять аркади-галереї.

У 1970 році дзвіницю було відреставровано стараннями архітекторів Ігоря Старосольського та Іван Могитича.
"Дзвіниця, що стояла на горбочку обабіч церкви, була дерев’яна, трирівнева. Перший рівень, під сходами, належав Смерті. Тут стояло усе причандалля для похорону – мари, коса (хоча якраз вона призначалася для звиклого кошення трави на подвір’ї церкви), чорні хоругви. Поверхом вище була маленька замкнена капличка. Якщо зазирнути у щілину між старими дошками дверей, то можна було побачити престол, дві корони на ньому – меншу і більшу, підсвічник зі смішними білими квітками і маленьке розп’яття. Це була середина дзвіниці (зрештою, і життя), тут брали шлюби. Найвище було просторе піддашшя з двома дзвонами – знову меншим і більшим. Вони були поєднані одним механізмом, що урухомлювався шнуром, який розлогою петлею звисав аж до дерев’яної підлоги. Пахло старим здоровим деревом і живицею. Поза тим тут було просторо, порожньо і чисто". Анна Ясенська "Ангели вправлялися у тризвуках". 
У дзвіниці працює місцевий Міні-музей народного побуту.
Поруч з храмовим комплексом знаходиться залізнична станція з вокзалом австрійських часів.

#### Церква Різдва Пресвятої Богородиці у с. Мшанець (1924)
Церква Різдва Пресвятої Богородиці у с. Мшанець (1924). Перша письмова згадка датується 1507 р. Стара церква мала унікальну архітектуру, нетипову для бойківського стилю, і була реліктовим представником сакрального будівництва ще княжих часів. Виконувала сигнальну та оборонну функції.

##### Дзвіниця XVIII ст. Церкви Різдва Пресвятої Богородиці с. Мшанець

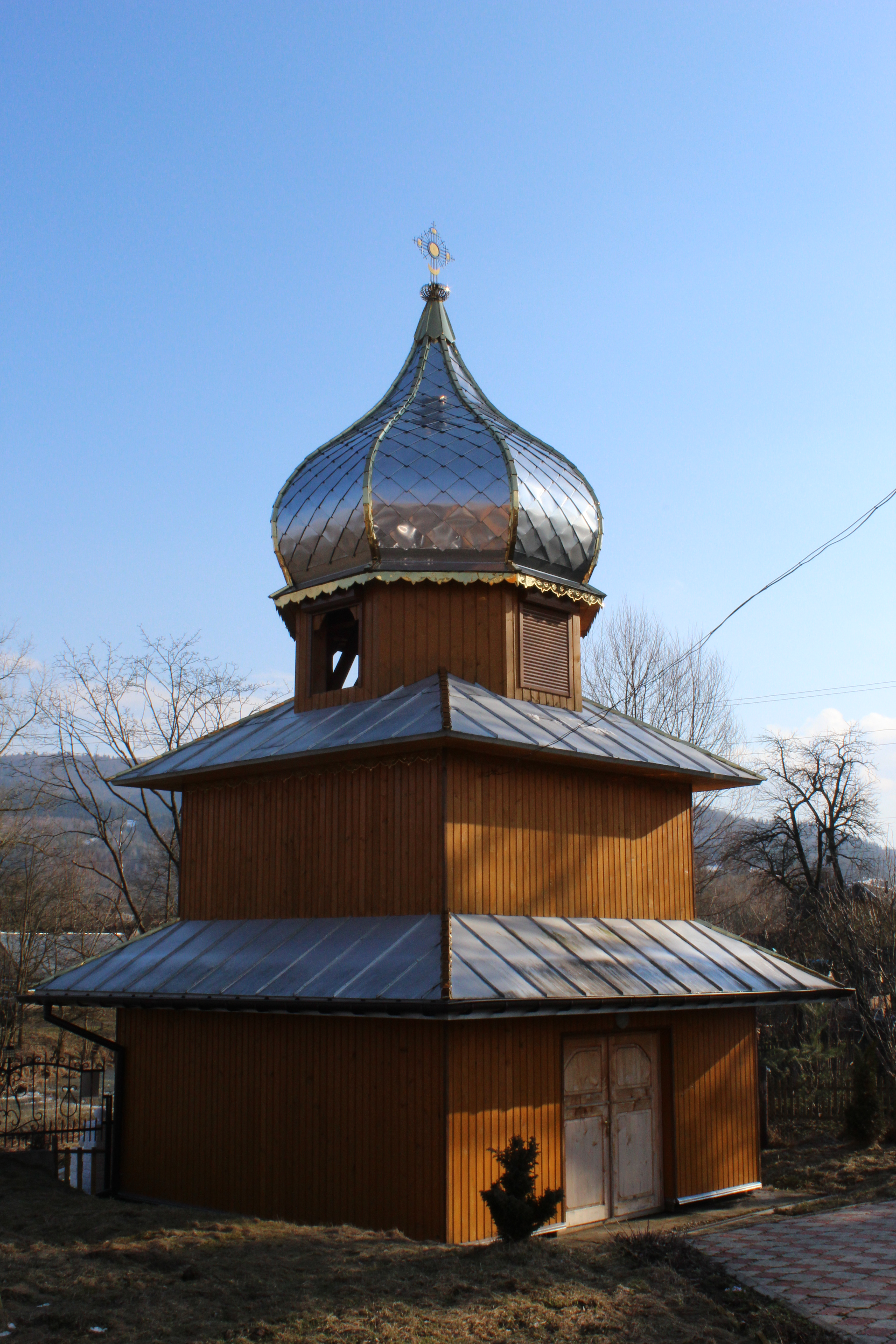
Пам'ятка архітектури. Двоярусна дерев'яна дзвіниця XVIII ст. церкви Різдва Пресвятої Богородиці с. Мшанець.

Дерев'яна двоярусна дзвіниця XVIII ст. Церкви Різдва Пресвятої Богородиці с. Мшанець. Перенесена від старої церкви, що стояла на східній околиці села. На сволоку в проході дзвіниці зберігся різьблений напис (в перекладі з церковно-слов'янської): "Року Божого 1768 майстер Василь Шевак".

##### Скульптура Скорботної Матері-України під Хрестом (1996) у с. Мшанець
На подвір’ї знаходиться унікальна скульптура Скорботної Матері-України під Хрестом (1996), встановлена з нагоди 500-ліття села та в пам’ять про борців за волю України на місці розритої в радянський період 4-метрової земляної могили на честь Українських січових стрільців.

#### Церква Св. Миколая у с. Тур'є (1690)
Пам’ятка сакральної архітектури дерев’яна церква Св. Миколая (1690) у с. Тур’є. Перша згадка про церкву походить з податкового реєстру 1507 р.

#### Дзвіниця "Вежа Пам'яті" у с. Недільна
Унікальна 43-метрова дерев’яна дзвіниця “Вежа пам’яті” (с. Недільна), встановлена в пам’ять про 43 повстанців УПА, що загинули в бою з німцями на цьому місці у 1943 р.
Довідка: В часи німецької окупації в селі діяла підпільна підстаршинська школа УПА. У 1943 році на горі Діл відбувся запеклий бій між 105-ма бійцями ОУН-УПА та 3000 німецьких загарбників, в якому загинули 43 повстанці. Втрати окупантів були значно більшими – 256 чоловік. Воїнам УПА на місці битви насипали братську могилу.
У 2009-17 рр. в пам’ять про повстанців збудували дерев’яну дзвіницю, аналогів якої нема в Україні та поза її межами. Її вінчає хрест, який на сьогодні є найвисотнішим у Європі, - розташований на висоті 907 метрів над рівнем моря, що зафіксували у Книзі рекордів України. На Вежі встановлено 2 оглядові майданчики.
Вежа встановлена над братською могилою бійців ОУН-УПА, які загинули в бою із гітлерівцями у 1943 році. На горі Діл в роки Другої світової війни діяла підстаршинська школа УПА. В одному з боїв з німецьким військовим підрозділом загинуло 43 повстанці, саме тому висота вежі складає символічні 43 метри.
Львівський архітектор Олесь Дзиндра розробив проєкт унікальної дерев'яної споруди. Перші роботи на горі Діл розпочались у 2009 році.
27 серпня 2017 року відкрили та освятили Вежу Пам'яті — унікальну дерев'яну дзвіницю, аналогів якій немає в Україні та поза її межами. Творці архітектурної пам'ятки вірять, що вона стоятиме до того часу, допоки наш народ пам'ятатиме і шануватиме своїх Героїв, і дзвоном закликатиме не одне покоління пом'янути тих, хто загинув за свободу України.
Піднявшись на оглядовий майданчик вежі, кожен може вдарити в дзвони пам‘яті, віддаючи шану полеглим Героям УПА та теперішнім Героям незалежної України.

#### Пантеон “Слава УПА” у с. Стрілки
Знаходиться на привокзальній залізничній станції с. Стрілки. Меморіальний комплекс споруджено на честь 232 вояків УПА, чий прах покоїться у братській могилі. Освячено 6 травня 2010 р. вл. Ярославом Прирізом, єпископом-помічником Самбірсько-Дрогобицької єпархії УГКЦ на свято великомученика Юрія Побідоносця. Поруч знаходиться каплиця Св. влкмч. Юрія, збудована у 1994 р.

#### Хрест Свободи у с. Головецьке
Пам'ятник на честь 50-ліття скасування панщини. Встановлений місцевою громадою с. Головецьке у 1898 р. за війтівства Івана Кузьмина (1892-1914). Склад: чавун, пісковик.
На хресті напис: «Громада Головецько. В память скасування паньшины. 1848—1898 год». Під хрестом були закопані документи, що засвідчували право власності панів на землю села.
Панщина на Галичині була відмінена 15 травня 1848 року цісарем Фердинандом I. Відтоді в пам’яті галичан особа цісаря асоціювалася з захисником їхніх прав. А в галицьких селах ставили «Хрести Свободи» та урочисто відзначали ювілеї знесення панщини. Хрест Свободи у Головецькому - один із небагатьох таких хрестів на Галичині, який зберігся до наших днів, не був знесений радянською владою.

#### Місійний Хрест Тверезости у с. Грозьова

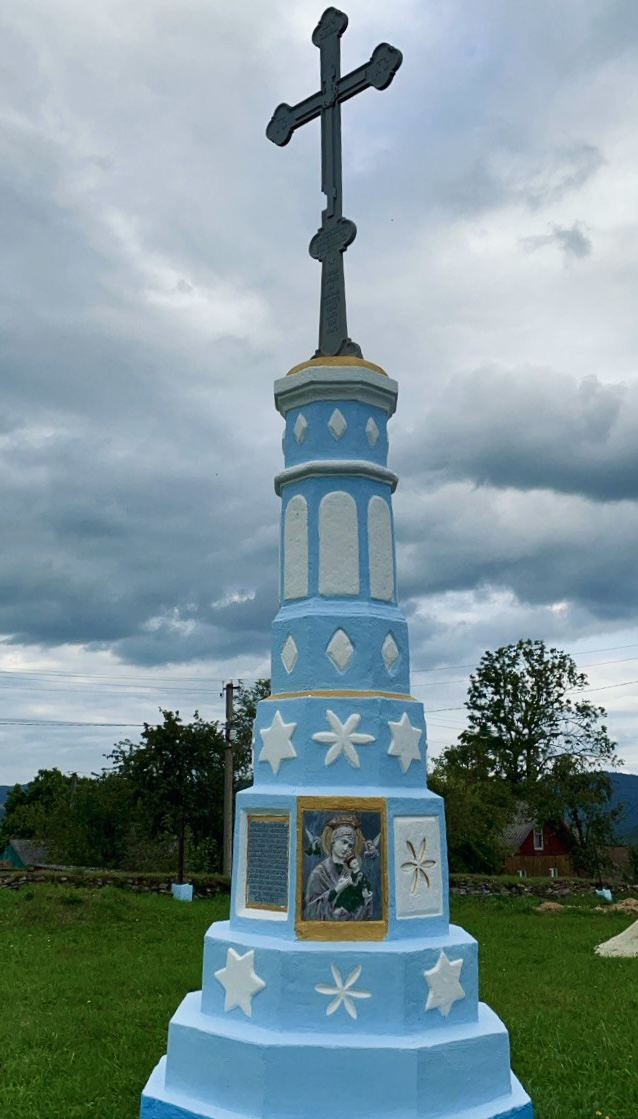
Місійний Хрест Тверезости у Грозьовій з ХІХ ст. Світлина зроблена в рамках проекту «БойкоМандри». 2023 р.

У Грозьовій встановлений місійний хрест тверезости на пам'ять про місії, які у селі організовувала греко-католицька церква у ХІХ ст. в часи служіння багатолітнього пароха с. Грозьова, друга Івана Франка, о. Михайла Флюнта. На місцевому церковному кладовищі знаходиться могила цього священика.

#### Повстанський схрон у церкві Св. Арх. Михаїла с. Плоске
Знаходився у будівлі місцевої церкви с. Плоске.

#### Церква Успіння Пресв. Богородиці с. Топільниця (1730)
Пам'ятка архітектури місцевого значення. Охоронний номер 523/1-м.

##### Дзвіниця (1730) церкви Успіння Пресв. Богородиці с. Топільниця
Дерев'яна дзвіниця з 1730 р. Пам'ятка архітектури місцевого значення. Охоронний номер 523/2-м.
У селі також знаходиться шпихлір з 1730 року, охоронний номер 523/3-м.

### Природні феномени
Великий потенціал для розвитку туризму має с. Смеречка, біля якого знаходяться землі рекреаційної зони та вже пробурені і запломбовані 3 свердловини з мінеральними водами (одна із них — типу “Боржомі”, всі експертизи підтвердили високу якість цих вод). На даний час є виготовлена проектно-кошторисна документація  на будівництво бази відпочинку (на 500 ліжко-місць), що є цікавим інвестиційним об’єктом.
Геологічна пам’ятка природи місцевого значення “Спаський Камінь” (інша назва: Скеля “Соколів Камінь” - останець Ямненського пісковика). Це три камені-останці, висота найвищого сягає 24 метрів. розташований неподалік с. Спас та с. Бусовисько.
У с. Мшанець ще у 1950-70-х рр. селяни викопали 3 великі стави (так звані "Мшанецькі стави"), які використовували як холодильники: взимку рубали лід, зберігали його у великій пивниці, де літом зберігали молоко. Лід слугував природним холодильником. Сьогодні тут можна порибалити та відпочити на природі.

### Фестивалі
"Різдвяні Пташки" - найбільший в Україні з'їзд вертепів і коляд, що збирають кошти на 80 ОДШБр. Проводиться щорічно з 2024 року у січні у селі Мшанець.
Культурно-мистецький фестиваль у с. Мшанець "В гості до Бойків та о. Михайла Зубрицького" (кінець літа — початок осені).
Різдвяний фестиваль "У Стрілках на сопілках" у с. Стрілки. Вперше проводився у с. Стрілки як фестиваль цілої Стрілківської громади 16.01.2022 разом із встановленням рекорду України з наймасовішого виконання колядки "Нова радість стала" на сопілках (одночасно заграли 406 сопілкарів).
"Здоров'я FEST" до Дня медичного працівника з 2022 року, кожного року у липні на "Площі Франції" у Стрілках.
"Фестиваль патріотичної пісні" на Вежі Пам'яті до Дня захисників України (1 жовтня).
Міжрайонний фестиваль «Мелодії бойківського двору».
Районний дитячий фестиваль «Бойки по-легойки».
Міжрайонний фестиваль духовної пісні ім. о. Михайла Вербицького.
Виїзні фестивалі «Зелені лози».
Щорічний Фестиваль спорту, присвячений пам'яті Ігоря Козака, вчителя фізкультури.
Шкільні фестивалі:
"Фестиваль вертепів" у Головецькій школі.
"Фестиваль гаївок" біля дзвіниці у Ясениці-Замковій (Ясенице-Замківська школа).
Фестиваль "Полегойки, Бойки" у Нанашковій хаті (школа села Лопушанка-Хомина).
Фестиваль колядок "Колядуємо разом" (Топільницька школа).
Дні сіл та інші святкування:
День Незалежності, с. Стрілки (24 серпня).
День села Головецько (перша неділя серпня).
“Дуже зелені свята”, с. Ріп’яна (на свято Зіслання Св. Духа).

### Туристичні маршрути

#### "БойкоМандри: туристичні маршрути Стрілківської громади".
У 2023 році ГО "Магура" спільно зі Стрілківською сільською радою виграли грант від УКФ, в рамках якого розробили 3 туристичні культурно-пізнавальні маршрути "БойкоМандри":
1. "До криївки у церкві". Стрілки – Тисовиця – Плоске – «Мшанецькі колиби» (19 км, пік 900 м). Один з наймальовничіших та найвисотніших туристичних маршрутів, який під силу школярам. Проходить по хребту Ворьовий (Оровий), де встановлена висотна гірська гойдалка, через однойменний хутір та повстанську криївку-схрон у куполі церкви в селі Плоске.[102][103][104] GPS-трек[105][106].
2. "Святині і герої". Стрілки – Лопушанка-Хомина ("Нанашкова хата") – Ясениця-Замкова (Дзвіниця церкви св. Архистратига Михаїла) – Велика Волосянка ("Каскад", "Бескиди" та інші туристичні комплекси) – Тур’є (335-літня церква Св. Миколая) – Недільна ("Вежа Пам’яті") – Топільниця – Стрілки (25 км, пік 954 м). Маршрут пропонує доторкнутися до історії, зануритися у вир повстанської боротьби, відчути подих сакральних перлин бойківської архітектури, знайти церкву, яку за легендою, склали за одну ніч, побувати в хаті, якій 100 років, і вдарити у дзвін найвищої деревʼяної вежі Європи.[107][108][109] GPS-трек[110][111][112].
3. «Бойківський майдан». Стрілки – Гвоздець – Головецько – Бабина – Мшанець – г. Маґура-Лімнянська (схил) (25 км, пік 707 м). Маршрут розповідає історію боротьби жителів 11 сіл за капітальний ремонт дороги "Стрілки-Мшанець" та пропонує пізнати цінності громадянського суспільства. GPS-трек[113][114].

У 2024 році реалізували наступний проєкт "БойкоМандри 2.0: Музичний парк і Мандрівна школа". В рамках цієї частини ревіталізовано занедбаний сквер у центрі села Стрілки та перетворено його у креативний простір – унікальний в Україні музичний парк ім. о. Михайла Вербицького, автора музики до Державного Гімну України, який є епіцентром культурно-пізнавальних маршрутів “БойкоМандри”. У парку встановлено вуличні музичні інструменти, доступні за будь-якої погоди 24/7 ("Маримба", дзвони "Монах", трубчасті дзвони, ручний барабан "Дует", "Ехо"),  та арт-об’єкти (співоча лавочка, інтерактивна доріжка, меморіальна інсталяція ім. о. Михайла Вербицького).

#### Історико-культурні
- “На Пікуй! [Архівовано 8 грудня 2021 у Wayback Machine.]” - бойківський напрямок мережі кількаденних історико-туристичних маршрутів “Франкомандри+”: Самбір – Старий Самбір – Грозьова – Мшанець (з ночівлею) – Ясениця-Замкова – Розлуч – Турка – Кривка (149 км).[119][120]

#### Маршрути туристичних операторів
- "Різдво в Карпатських колибах" - маршрут вихідного дня від туристичного оператора "Відвідай": Львів – Оброшине (палац і міні-зоопарк) – Самбір (екскурсія-квест і підняття на ратушу, музей «Бойківщина») – Мшанець  (обід, святкова програма «Мшанець колядує», майстер-клас «Різдвяний вінок», катання на санях) – Львів[121].
- "Карпатська Ейфелева вежа та чудернацькі колиби": Львів-Недільна-Мшанець-Стрілки-Львів.
- "Замок Лева, Спаські водоспади і Мшанецькі Колиби": Львів-Старий Самбір-Спас-Мшанець-Стрілки-Львів.

#### Шляхи активного туризму (пішохідні)

Пантеон Слава УПА. С. Стрілки, Самбірський р-н, Львівська обл.

- “Автентична Бойківщина” – лінійний пішохідний маршрут (3 км);
- № 5018 “Грозьова Брама” — кільцевий пішохідний маршрут (3.57 км), який починається у селі Грозьова від однойменної зони відпочинку підніжжі гори Магура-Лімнянська в урочищі Бабинець, та пролягає на її вершину (це найвища точка Старосамбірщини - 1022 м). Фінансує проєкт Український культурний фонд та Стрілківська сільська рада. Трек з gps-навігацією тут[122];
- “Франкові манівці” – лінійний пішохідний маршрут (6 км);
- “Цісарський тракт” – лінійний велосипедний маршрут (12 км).
- "Грозьова – Магура-Лімнянська" (8,64 км), трек з gps-навігацією тут[123].
- "Мшанець – Магура-Лімнянська" (12,62 км), трек з gps-навігацією тут[124].
- "Стрілки – Спаський камінь – Княжа гора – Тершів" (13 км)[125].
- "Верхній Лужок – Звір" (11 км)[126].
- "Верхній Лужок – Сушиця" (10 км)[127].
- "Недільна – Вежа Пам'яті" (6,5 км)[128].

#### Гірські велосипедні маршрути
- "Стрілки – зиг-заг (серпантин перед Туркою)" (28 км)[129].
- "Стрілки – Недільна – Жданівка – Смільна – Залокоть – Опака – Підбуж –Підмонастирець – Лукавиця – Самбір" (55 км)[130].
- Жукотин – Вовче – Розлуч – Ясениця-Замкова – Лопушанка-Хомина – Стрілки – Головецько – Дністрик – Бережок – Жукотин (51 км)[131].
- Жукотин – Бережок – Смеречка – Розлуч – Явора – Турка – Вовче – Жукотин (48 км)[132].
- Лопушанка-Хомина – Волосянка (Закарпатська обл.) – Лопушанка-Хомина (106 км)[133].
- Розлуч – Стрілки – Старий Самбір – Стара Сіль – Хирів – Смільниця – Устрики Дольні (Польща) – Соліна (Польща) – Вовковия (Польща) (102 км)[134].

#### Автомобільні маршрути
- "Головецько - Верхньодністровські Бескиди" (3,21 км)[135].

## Освіта
На території громади діє 4 школи I-III ст. (11 класів), 7 шкіл І-ІІ ст. (9 класів), 3 початкові школи та 2 дошкільні заклади.
Кількість учнів невелика — 1516 школярів (11,5 % від чисельності населення громади, ще 6,5 % - діти дошкільного віку). Однак учні опорних шкіл та Стрілківського ліцею показують добрі результати на олімпіадах, а також спортивних змаганнях.
Школи у віддалених гірських селах потребують допомоги для покращення інфраструктури, матеріально-технічного забезпечення та модернізації навчального процесу.
Опорні школи:
- Опорний заклад загальної середньої освіти I-III ступенів ім. о. Михайла Вербицького с. Стрілки[136]. Адреса: вул. о. М. Вербицького, 10, с. Стрілки, Самбірський район, Львівська область, Україна, 82092.
- Опорний заклад загальної середньої освіти I-III ступенів с. Головецько. Адреса: вул. Івана Франка, 19/А, с. Головецько, Самбірський район, Львівська область, Україна.

Заклади загальної середньої освіти I-III ступенів:
- Заклад загальної середньої освіти І –III ст. — ліцей с. Стрілки. Адреса: вул. Сагайдачного, 21, с. Стрілки, Самбірський район, Львівська область, Україна, 82092.
- Заклад загальної середньої освіти I-III ступенів с. Тур'є.

Заклади загальної середньої освіти І-ІІ ступенів:
- Заклад загальної середньої освіти І-ІІ ступенів с. Бусовисько Стрілківської сільської ради Самбірського району Львівської області.
- Заклад загальної середньої освіти І-ІІ ступенів с. Верхній Лужок Стрілківської сільської ради Самбірського району Львівської області.
- Заклад загальної середньої освіти І-ІІ ступенів ім. Івана Копача с. Грозьово Стрілківської сільської ради Самбірського району Львівської області.
- Заклад загальної середньої освіти І-ІІ ступенів с. Ріп'яно Стрілківської сільської ради Самбірського району Львівської області.
- Заклад загальної середньої освіти І-ІІ ступенів с. Тисовиця Стрілківської сільської ради Самбірського району Львівської області.
- Заклад загальної середньої освіти І-ІІ ступенів с. Ясениця-Замкова Стрілківської сільської ради Самбірського району Львівської області.
- Заклад загальної середньої освіти І-ІІ ступенів с. Топільниця Стрілківської сільської ради Самбірського району Львівської області.
- Заклад загальної середньої освіти І-ІІ ступенів с. Лопушанка-Хомина Стрілківської сільської ради Самбірського району Львівської області (понижений до І ст. з 2021 н.р.).

Заклади загальної середньої освіти І ступеня:
- Заклад загальної середньої освіти І ступеня с. Тур'є Стрілківської сільської ради Самбірського району Львівської області.
- Філія опорного закладу загальної середньої освіти I-III ступенів ім. о. Михайла Вербицького с. Стрілки Стрілківської сільської ради Самбірського району Львівської області — «Пицаревський ЗЗСО І — ст.».

Заклади загальної середньої освіти І ступеня (закриті з 2021 н.р.):
- Філія опорного закладу загальної середньої освіти I-III ступенів с. Головецько Стрілківської сільської ради Самбірського району Львівської області — «Смеречанський ЗЗСО І ст.» (закритий з 2021 н.р.).
- Філія опорного закладу загальної середньої освіти I-III ступенів с. Головецько Стрілківської сільської ради Самбірського району Львівської області — «Головецько-Золотнівський ЗЗСО І ст.» (закритий з 2021 н.р.).
- Філія опорного закладу загальної середньої освіти I-III ступенів с. Головецько Стрілківської сільської ради Самбірського району Львівської області — «Дністрицький ЗЗСО І ст.» (закритий з 2021 н.р.).
- Філія опорного закладу загальної середньої освіти I-III ступенів ім. о. Михайла Вербицького с. Стрілки Стрілківської сільської ради Самбірського району Львівської області — «Великоволосянський ЗЗСО І — ст.» (закритий з 2021 н.р.).

Дошкільні навчальні заклади:
- Заклад дошкільної освіти «Сонечко» с. Стрілки Стрілківської сільської ради Самбірського району Львівської області[137].
- Заклад дошкільної освіти «Ромашка» с. Верхній Лужок Стрілківської сільської ради Самбірського району Львівської області[138].

20 жовтня 2022 року введено в дію пілотний проєкт по шкільному харчуванню (коли одна школа надає послуги харчування всім іншим). Забезпечено харчуванням 80% школярів. Ціна - не вище 40 грн.

## Культура
Діють 17 Народних Домів та 16 бібліотек (дані 2024). Щорічно проводяться різноманітні фестивалі як локальні, так і обласні.

### Народні доми та бібліотеки
На території сільської ради функціонують:
- 11 бібліотек-філій (Стрілки, Верхній Лужок, Ясениця Замкова, Топільниця, Бусовисько, Лопушанка-Хомина, Головецько, Грозьово, Ріп'яна, Тур'є, Тисовиця),
- 7 бібліотечних пунктів (Велика Волосянка, Мшанець, Ясениця-Замкова, Бабино, Смеречка, Плоске, Недільна),
- 14 народних домів (Стрілки, Бусовисько, Лопушанка-Хомина, Головецько, Ріп'яна, Бабино, Мшанець, Грозьово, Ясениця Замкова, Тур'є, Топільниця, Тисовиця, Дністрик, Верхній Лужок).

Народний Дім с. Стрілки
Адреса: с. Стрілки, вул. Шевченка, 10. Тут розміщений Стрілківський молодіжний центр (заснований у травні 2023 року) та КЗ "Центр культурних послуг".
Фестивалі: міжрайонний фестиваль «Мелодії бойківського двору», районний дитячий фестиваль «Полегойки, Бойки!», міжрайонний фестиваль духовної пісні ім. о. Михайла Вербицького, виїзні фестивалі «Зелені лози».
Народний Дім с. Тур'є
Адреса: с. Тур'є, вул. Центральна, 86а. Діяльність: гуртки художнього слова, вокально-інструментального ансамблю, драматичний, хоровий.
Локальні фестивалі: «Гостинна хата» та «Родина-FEST».
Разом з місцевою школою проводяться різні екологічні ініціативи («Посади дерево», «Перетворимо сміття в мистецтво» та інші).
Народний Дім с. Мшанець
Адреса: С. Мшанець, вул. Центральна. Діяльність: показ фільмів у соціальному кінотеатрі, благодійний онлайн-ярмарок "Різдвяні смаколики із Мшанця", практикум-презентація автентичних мшанецьких страв для рестораторів і кухарів.
Фестивалі: "В гості до бойків та о. Михайла Зубрицького".
Музеї (див. вище).
Пам'ятки і пам'ятники (див. вище).

## Спортивна інфраструктура
| Об’єкт                                                    | Рік побудови або капітального ремонту | Площа, м2 | Кількість місць |
| Спортивний майданчик з тренаж. с.Верхній Лужок            | 2016                                  | 150       | 16              |
| Спортивний майданчик з литим покриттям, с.Верхній Лужок22 | 2018                                  | 924       |                 |
| Спортивний майданчик з тренаж., с.Бусовисько              | 2019                                  | 150       | 16              |
| Спортивний майданчик з штучним покриттям, с.Топільниця    | 2019                                  | 924       | 22              |
| Спортивний майданчик з тренаж., с.Топільниця              | 2019                                  | 150       | 16              |
| Спортивний майданчик з штучним покриттям, с. Стрілки      | 2019                                  | 924       | 22              |
| Спортивний зал ЗЗСО І-ІІ ст.с.Бусовисько                  | 1976                                  | 147       | 30              |
| Спортивний зал ЗЗСО І-ІІ ст.с.Верхній Лужок               | 1991                                  | 190       | 60              |
| Спортивний зал ОЗЗСО I-III ст.ім.о.М.Вербицького          | 1975                                  | 216       | 172             |
| Спортивна кімната ЗЗСО I-III ст.-ліцею с.Стрілки          | 1956                                  | 137,4     | 24              |
| Спортивна кімната ЗЗСО I-III ст.с.Тур’є                   | 1965                                  | 54        | 18              |
| Спортивний зал ЗЗСО І-ІІ ст.с.Топільниця                  | Кап. ремонт у 2020                    | 142       | 24              |
| Спортивний зал ОЗЗСО I-III ст.с.Головецько                | 1987                                  | 200       | 100             |

## Медицина

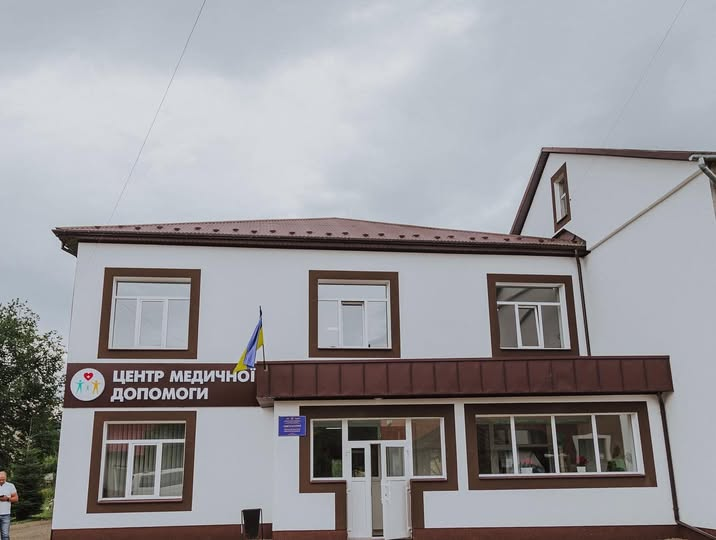
Центр первинної медико-санітарної допомоги Стрілківської ТГ

До початку 2022 року на території громади функціонували підрозділи Комунального некомерційного підприємства Старосамбірської міської ради "Старосамбірський центр первинної медичної допомоги": 5 амбулаторій (АЗПСМ с. Стрілки, Верхній Лужок, Головецько, Мшанець, Тур'є) та 16 фельдшерсько-акушерських пунктів (Топільниця, Бусовисько, Ріп'яно, Грозьово, Ясениця-Замкова, Лопушанка-Хомина, Тисовиця, Бабино, Дністрик, Смеречка, Галівка, Плоске, Виців, Ясениця-Замкова (Піцарева), Велика Волосянка, Недільна). Декларації із сімейними лікарями підписали 10 477 осіб.
Однак, у вересні 2021 р. Старосамбірська міська рада ухвалила рішення про реорганізацію свого підприємства шляхом виділу (тобто, ліквідувала всі свої структурні підрозділи на території Стрілківської та інших громад).
Тому для того, щоб і надалі медичні послуги для жителів 21 села були доступними, у 04.11.2021 р. депутати Стрілківської сільської ради ухвалили рішення про створення комунального некомерційного підприємства «Центр первинної медико-санітарної допомоги» Стрілківської сільської ради.
Станом на 14.05.2022 дане комунальне підприємство складається із Амбулаторії групової практики сімейної медицини у с. Стрілки (центральний офіс) та пункту здоров'я у с. Головецько. Передбачено створення пунктів здоров’я у всіх старостинських округах.
У сфері охорони здоров'я пріоритетами Стрілківської територіальної громади є:
- розвиток первинної медико-санітарної допомоги (ПМСД) — ключовий елемент досягнення прийнятного рівня здоров‘я для всіх людей;
- профілактика на рівні всього населення, що є найбільш стійкою стратегією збереження здоров'я, а також засобом вирішення проблем, пов'язаних із цілою низкою соціально значущих та соціально небезпечних хвороб та з їх загальними чинниками ризику;
- розвиток у напрямку діагностики захворювань, що включає наявність технічного оснащення амбулаторій загальної практики — сімейної медицини (АЗПСМ) потрібною медичною апаратурою.

Послуги, які надаються працівниками амбулаторії:
- огляд пацієнтів різних вікових груп,
- профілактичні щеплення,
- лабораторні аналізи крові,
- в денному стаціонарі здійснюються медичні маніпуляції (внутрішньовенне та інфузійне введення препаратів),
- вимірювання артеріального тиску,
- первинний скринінг захворювання вуха, горла, носа та
- діагностика захворювань очей.

Для покращення якості надання медичних послуг громада поставила за мету забезпечити:
- фахову і комплексну оцінку ситуації в громаді та, при потребі, коригування пріоритетів у сфері громадського здоров'я на основі нових даних;
- навчання та професійне зростання для медичного персоналу (тренінги, конференції, вебінари, спеціалізовані курси);
- оцінку потреб закладів ПМСД та розробку плану їхнього вдосконалення;
- створення мобільних бригад в центрах первинної медичної допомоги (ЦПМД), які б мали можливість вчасно надавати медичні послуги на дому;
- розробку і впровадження ефективної системи управління та індикаторів з профілактики й ведення захворювань різних видів закладами ПМД;
- розробку та впровадження систем моніторингу якості наданих послуг.

У вересні 2023 Стрілківська громада стала переможцем в обласному конкурсі «Розвиток медицини у територіальних громадах Львівської області». Центр первинної медико-санітарної  допомоги Стрілківської ТГ отримав 1,5 млн гривень фінансової допомоги на покращення матеріально-технічної бази підприємства.
Виклики і проблеми:
Економічні виклики: малий перелік безкоштовних послуг, які передбачені МОЗ для пацієнта, дефіцит сучасного медичного обладнання для діагностики.
Кадрові виклики: дефіцит медичних кадрів, відсутність легкого доступу медичних працівників до якісних програм навчання та вдосконалення.
Проблема доступності медичних послуг, в тому числі й дорожнього сполучення (уже завершується капітальний ремонт двох найважливіших доріг, які з'єднують села з центром ТГ, однак залишається питання незручного та непостійного графіку маршруток).
Проблема недовіри і небажання людей старшого віку звертатися за медичною допомогою при легких випадках.
Недоступність для громадян профілактичних діагностичних досліджень.
Відсутність знань щодо здорового харчування й необхідних для цього компонентів щоденного раціону (найближчим часом організуємо інформаційні просвітницькі кампанії).
Діюче приміщення АЗПСМ розташоване в двоповерховому цегляному будинку площею 528,1 м2 (зокрема 285,9 м2 – перший поверх, 242,2 м2 – другий поверх), побудованому та зданому в експлуатацію ще у 1975 р. На сьогодні капітального ремонту потребує другий поверх приміщення та покрівля.
У 2023 році за власні кошти Стрілківської громади здійснено капітальний ремонт приміщення (перекрито дах, оновлено фасад, кап.ремонт всіх кабінетів та коридорів). Відео тут.

### Діємо для здоров'я (субпроєкт "Стрілки - здорова громада")
У 2021 р. Стрілківська громада стала учасником пілотного україно-швейцарського проєкту міжнародної технічної допомоги «Діємо для здоров'я» (повна назва — «Скорочення поширеності факторів ризику неінфекційних захворювань (НІЗ) в Україні»), що фінансується  Урядом Швейцарської Конфедерації через Швейцарську агенцію з розвитку та співробітництва Міністерства закордонних справ Швейцарії (SDC).
Даний інноваційний чотирирічний проєкт, що втілюватиметься у 100 територіальних громадах України Дніпропетровської, Львівської, Полтавської, Рівненської та Херсонської областей, має на меті зменшити тягар неінфекційних захворювань (серцево-судинні, онкологічні, хронічні респіраторні захворювання, цукровий діабет та психічні розлади) та запобігти передчасній смертності від них, а також підвищити тривалість життя чоловіків та жінок шляхом запровадження інтегрованого підходу до профілактики, лікування та контролю неінфекційних захворювань.
Проєкт впроваджує «Джі Еф Ей Консалтинг Груп ГмбХ» (GFA Consulting Group GmbH)», Німеччина, спільно з Університетськими клініками Женеви та українськими партнерами - БФ «Здоров’я жінки і планування сім’ї» та ТОВ «ВАН ХЕЛС», за фінансової підтримки Швейцарської Агенції з розвитку та співробітництва Міністерства закордонних справ Швейцарії.
Результатом очікується надання українцям сталого доступу до якісних послуг з профілактики та контролю НІЗ на первинній ланці надання медичної допомоги та зміна їхнього способу життя на більш здоровий.
Напрями діяльності проєкту:
- Зміцнення потенціалу органів влади та інституцій у сфері громадського здоров'я, а також створення сприятливого нормативно-правового середовища для профілактики та контролю НІЗ.
- Посилення спроможності первинної ланки медичної допомоги надавати якісні послуги з профілактики, лікування та підтримки людей з НІЗ.
- Посилення спроможності шкіл, центрів громадського здоров'я та спільнот впроваджувати інтервенції задля зменшення ризиків НІЗ, зміни поведінки, покращення знань та ставлення до свого здоров'я.

В рамках проєкту "Діємо для здоров'я" у співпраці з ГО "Магура" на території Стрілківської громади реалізується власний проєкт "Стрілки - здорова громада".
Протягом червня-грудня 2021 р. з допомогою експертів Західно-Українського ресурсного центру та Центру громадського здоров'я була проведена фахова і комплексна оцінка ситуації у Стрілківській громаді. Вибірка склала понад 1,6 % жителів, найчисельніша вікова категорія - 31-50 років). Серед найважливіших виявлених проблем слід відзначити наступні:
- Більше третини жителів громади віком до 50 років не проводять щорічних профілактичних оглядів: 8,3 % не зверталися до сімейних лікарів, 13,3 % не пам’ятають, коли зверталися востаннє, 11 % опитаних зверталися більше року назад. Серед вікової категорії 50+ ці показники значно вищі;
- 30% опитаних мають надлишкову вагу, 11 % - ожиріння та у 8 % вага менша за норму;
- абсолютна більшість опитаних не отримували рекомендацій від сімейного лікаря/терапевта кинути курити, зменшити   вживання алкоголю, не пити газованих напоїв, зменшити вагу та ін.;
- лише кожен третій вживає достатню кількість овочів та фруктів на день;
- респонденти не вміють визначати кількість доданої солі й цукру, які вони споживають на добу у продуктах (хліб та ін.);
- кожен третій замало споживає води (до 1 л на день);
- половина опитаних має недостатню рухову активність в день;
- більшість відзначили необхідність покращення матеріально-технічної бази Стрілківської амбулаторії.

Також у рамках даного проєкту закуплено аналізатор гематологічний автоматичний BC-30S.
В рамках цього проєкту у Стрілках вперше організували новий формат заходів - "Здоров'я FEST!", який провели 24 липня 2022 р.
У 2023 році в рамках даного проєкту заснували гурток спортивного туризму при "Центрі культурних послуг".

## Молодіжний центр
25 травня 2023 Стрілківська територіальна громада Самбірського району стала абсолютним переможцем обласного конкурсу «Розвиток мережі молодіжних центрів та просторів у Львівській області».
Кошти заплановано використати на облаштування приміщення молодіжного центру, щоб це був комфортний, сучасний, зручний простір, де молодь зможе цікаво та якісно проводити час, генерувати та втілювати нові ідеї для свого та розвитку громади, враховуючи всі можливості й виклики часу.

## Інші громадські, мистецькі, освітні організації, клуби, гуртки..
Дитячий мистецько-спортивний клуб «Пектораль». Голова: Мицак Ярослав Васильович. Адреса: Україна, 82092, Львівська обл., Старосамбірський р-н, село Стрілки, ВУЛИЦЯ ШЕВЧЕНКА, будинок 5
ГО "Футбольний Клуб «Стрілець 2019» (с. Стрілки)
ГО «Витанія» (с. Стрілки)
ГО «Меморіал героїв УПА» (с. Стрілки)
ГО "Спілка учасників АТО «Арнік» (с. Стрілки)
ГО «Дністер» (с. Бусовисько)
ГО "Товариство мисливців «І пуху, і пера» (с. Велика Волосянка)
ГО «Люди Країни» (с. Лопушанка-Хомина)
ГО «Магура» (с. Мшанець)
ГО "Мисливське товариство «Екобескид» (с. Топільниця)
ГО "Товариство мисливців «Є-тур» (с. Тур'є)
ГО «Три тури» (с. Тур'є)
Старосамбірська районна ГО "Мисливсько-рибальський клуб «Старосамбірський» (с. Стрілки)
БФ «Християнське милосердя» (с. Стрілки)
ОСН «Перспектива» в с. Бусовисько

## Міжнародна діяльність
Ведеться плідна співпраця з польськими ґмінами Добжень Велькі та Чарна.

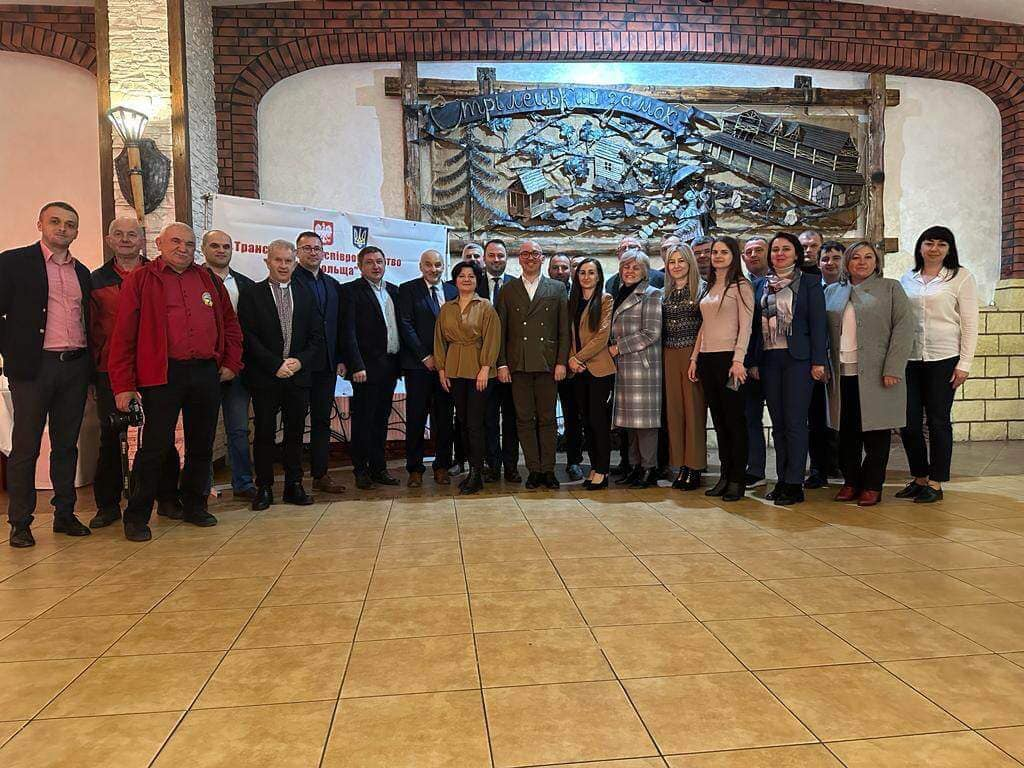
Зустріч голів прикордонних громад України і прикордонних ґмін Польщі у Стрілецькому Замку 26.04.2023.jpg (сторінка опису)

26.04.2023 у "Стрілецькому замку" ректор УКУ о. Богдан Прах провів устріч для розвитку транскордонну співробітництва «Україна-Польща». На зустрічі були присутні голови прикордонних українських громад і польських гмін та представники польської громадської організації «Організація любителів Карпат».
22.06.2023 у Стрілках голова Стрілківської сільської ради Микола Дрозд та війт ґміни Чарна Bogusław Kochanowicz підписали угоду про партнерство між Стрілківською громадою та ґміною Чарна.

## Відомі постаті краю
| о. Михайло Зубрицький           | Священник УГКЦ    | О. Михайло Зубрицький — не тільки священник, але й етнолог, історик, політик, громадський діяч, реформатор, публіцист, дійсний член НТШ (з 29.07.1904, єдиний сільський священник, що мав такий ступінь). Його можна вважати засновником таких течій історичної науки, які сформувалися у XX ст., як усна історія і (частково) мікроісторія. Перший у світі науковець, який вибрав предметом наукового дослідження життя та побут селян (завдяки його працям Мшанець, де він служив 31 рік, є найдослідженішим селом в історико-етнографічному вимірі у всій Центрально-Східній Європі). |
| о. Михайло Вербицький           | Священник УГКЦ    | Автор музики до державного гімну України. З 1853 по 1856 рр. служив у с. Стрілки в Церкві Св. великомученика Євстахія (1792). |
| Франк Едвард Сисин              | Історик           | Американський і канадський історик, організатор науки, фахівець з історії України. Народився в 1946 році в Пассейку, Нью-Джерсі в сім'ї емігрантів, по батьківській лінії дід Франка Сисина походив із відомого бойківського села Мшанець. Alma mater: Гарвардський університет, Принстонський університет і Лондонський університет. Доктор наук, директор Центру досліджень історії України ім. Петра Яцика при КІУС. Відомий завдяки науковим працям: історія України ранньомодерного часу, переклад англійською Історії України-Руси Михайла Грушевського, організація українознавчих студій в США і Канаді. У 1970-х роках долучився до заснування українських студій в Гарвардському університеті. Ініціатор і укладач повного видання творів відомого бойківського етнографа та історика, дійсного члена НТШ, багатолітнього пароха Мшанця о. Михайла Зубрицького (видано 3 томи наукових праць). Франк Сисин є також головою відділу КІУС при Торонтському університеті. Наукові зацікавлення Франка Сисина — це насамперед українські студії епохи ранньомодерної козацької, політичної та релігійної історії. Він також читає курси з історії у Стенфордському та Колумбійському університетах. |
| Верховинець Андрій              | Письменник        | Уродженець с. Мшанець (1877 р., рік смерті і місце невідомі). Справжнє прізвище Паращак. Використовував також псевдоніми Бродяга, Андрій, Комар. Закінчив гімназію та університет у Львові. Відбув службу в австро-угорській армії, працював на прикордонній митниці. Друкувався у «Літературно-науковому віснику», газетах «Діло», «Буковина». У 1903 р. нелегально перейшов кордон, мандрував по Росії, жив у Астрахані, Чорному Яру. Працював рибалкою, водієм, пастухом, візником. Потім прибув в Україну, поселився в Одесі. Відомості про письменника обриваються після того, як він записався в іноземний легіон, відправлений до Персії. Автор новел та оповідань, ескізів. Окремий твір “Потомки Марса: Образки з військового життя”, виданий у Нью-Йорку накладом Української книгарні ім. Т. Шевченка. |
| Пізнак Григорій Кирилович       | Художник, упівець | Уродженець с. Мшанець, репресований разом з сім'єю радянським режимом. Іконописець, живописець і портретист. |
| Вовканич Степан Йосипович       | Економіст         | Уродженець с. Мшанець (1936-2019), доктор економічних наук, професор, Член (“член-кореспондент” ГО Української Академії інформатики, провідний науковий співробітник Інституту регіональних досліджень НАНУ, заслужений діяч науки і техніки України (“за вагомий особистий внесок у соціально-економічний та культурний розвиток міста Львова”), член НТШ, колишній член Папської академії суспільних наук (1994-2004). |
| Дудич Микола Васильович         | ОУН               | Районний провідник ОУН, повітовий провідник Старосамбірщини (псевдо: “Залізняк”, “Адамчук”), уродженець с. Головецько (19.12.1914 — 4.05.1947). Автор пісні “Повстанська могила”, писав вірші і музику до пісень, які користувались популярністю серед повстанців і народу. Боївка Миколи Дудича брала участь в охороні Установчих зборів Української головної визвольної ради, що відбулися 11 — 15 липня 1944 року неподалік села Сприня на Самбірщині. 4 травня 1947 року, за доносом сексота на прізвище Темник, військами МДБ було оточено криївку Миколи Дудича, була розташована в районі села Кобло Старе на висоті 397 метрів. На той момент Микола Дудич знаходився за кілька десятків метрів від неї, побачивши облаву, почав виманювати облавників в інший бік лісу, ціною власного життя врятував повстанців, які були в криївці. |
| Васил Сиґінь (“Монах”)          | Просвіта          | Селянин, уродженець с. Грозьова, перший пробудитель краю, в народі відомий як "Сиґінь-Монах". 1870-х рр. він побував у Почаєві і повернувся з купою книг церковнослов'янською та російською мовами, а також духовним саном, який офіційні органи влади не визнавали, оскільки Російська імперія вважалася ворожою державою. Сиґінь перший почав вчити дітей церковнослов'янської грамоти, бо доти населення було неписьменним. |
| Копач Іван Симонович            | Мовознавець       | Іван Симонович Копач (псевд. і крипт.: Народовець, Г. Кичун, І. К., К. І., І. К-ч; 1870-1952) — український релігійний та громадський діяч, педагог, мовознавець, літературознавець. Доктор філософії (1901), професор. Один із представників галицької інтелігенції, який усе своє життя служив науці й українському народові. |
| Кіт Йосип Іванович              | УПА               | Уродженець с. Дністрик (1920-1951). Псевдо: «Денис», «Осип», «Січень». Старший вістун УПА, Кур’єр керівника Дрогобицького окружного проводу ОУН Володимира Фрайта — «Жара», комендант боївки охорони керівника Карпатського крайового проводу ОУН Степана Слободяна – «Єфрема», учасник кур’єрської групи Івана Хоми – «Богдана», яка доставила підпільну пошту з України за кордон до ЗП УГВР (5.09.-10.10.1950). Слухач американської розвідувальної школи в Західній Німеччині (01.-05.1951). 20 травня 1951 р. у складі кур’єрської групи ЗП УГВР під керівництвом Василя Охримовича — «Грузина» десантувався в Україні в районі гори Шибела у Сколівському р-ні на Львівщині, доставивши організаційну пошту і радіоапаратуру до осередку П. Федуна – «Полтави». Загинув у бою з військово-чекістською групою МДБ. Місце поховання не відоме. Згідно з Постановою УГВР від 20.10.1951 р. і Наказом Головного військового штабу УПА ч. 2/51 від 20.10.1951 р. член кур’єрської групи Закордонного представництва УГВР Йосип Кіт – «Осип» нагороджений Золотим хрестом бойової заслуги УПА 1 класу. |
| Ґудз Іван                       | Інженер           | Уродженець с. Плоске. Військовий інженер-винахідник австрійської армії (до Першої світової війни). |
| Лужецький Андрій Миколайович    | Біохімік, генетик | Уродженець с. Бусовисько (1978), український біохімік, генетик. Кандидат біологічних наук (2003). З 2000 року працював завідувачем лабораторії Франкфуртського університету імені Альберта Людвіґа. 2007 —за підсумками наукової роботи його визнано «найкращим вченим Німеччини». Очолює наукову групу метаболічної інженерії актинобактерій в Інституті фармацевтичних досліджень Гельмгольца землі Саарланд. Отримував відзнаки Фрайбурзького університету та біотехнологічного товариства «Дехіма». |
| Паславський Іван Васильович     | Філософ, історик  | Уродженець с. Велика Волосянка (1945), український філософ, історик, провідний науковий співробітник відділу історії середніх віків Інституту українознавства імені І. Крип'якевича НАН України, кандидат філософських наук. Досліджує історію української філософії та релігійно-церковного життя України середніх віків і ранньомодерного часу. Автор понад 200 наукових та науково-популярних праць. |
| Княжицький Антон                | Письменник        | Уродженець с. Тисовиця (1893-1960), літературознавець, військовик, освітній і громадський діяч. Доктор філософії, професор, директор Коломийської гімназії, січовий стрілець, політв'язень більшовицьких таборів. Був одним із засновників музею «Бойківщина» у Самборі. В часі Другої світової війни виконував обов'язки керівника окружної адміністрації, встиг побувати директором Коломийської ґімназії, головою Українського уряду Коломийської округи, і референтом культури при окружному комітеті у Станіславові. Вчителював у гімназіях, був директором Коломийської гімназії. Був переслідуваний гестапо, сидів у радянських концтаборах. Втік, помер у Філадельфії. Автор спогадів «На дні СССР» (1959, посм. 2001) та «В країні неволі»; літературознавчих праць «Творчий шлях Лесі Українки», студії «Дух нації» (1959), статей. |
| Калужняцький Омелян Ієронімович | Педагог, славіст  | Уродженець с. Тур’є (1845-1914), український науковець (філолог, славіст, палеограф, фольклорист) і громадський діяч на Буковині. Навчався у Віденському університеті, де вивчав філологію, історію і філософію. Викладав у гімназіях Кракова, Ряшіва і Львова. Був ректором Чернівецького університету, де працював до кінця життя. За поглядами москвофіл, належав до табору “консервативних русинів”. Голова товариства “Руська бесіда” на Буковині. Автор нарису «Русинська мова і література» (1899) — першої спроби вивчення українського мовного і літературного процесу на Буковині від давньоруських часів до кінця 19 ст. Досліджував давньорусько-українські, молдавські та ін. пам'ятки. Вивчав впливи церковнослов'янської мови на румунську, румунські впливи в українських та говорах інших мов Карпатського регіону. Усього більше 50 наукових праць. |
|                                 |                   | |

## Цікаві факти про громаду
| Мшанець - найдослідженіше село в історико-етнографічному вимірі в Центрально-Східній Європі. | - Завдяки душпастирській праці о. Михайла Зубрицького, який проживав у Мшанці з 1883 по 1914 рр., це село є найдослідженішим в історико-етнографічному вимірі в Центрально-Східній Європі. Окрім того, воно було найпередовішим і першим свідомим українським селом. - Наприклад, на 1897 рік о. Зубрицький мій похвалитися тим, що у Мшанці для політичної та суспільної агітації збиралося 500 учасників із ближніх сіл з трьох повітів. - Мшанець - перше село в Старосамбірському повіті, яке прийняло українську як мову спілкування із владою повіту. - 1904 року із Мшанця почалася перша комплексна наукова експедиція українських етнографістів доктора Івана Франка, професора Федора Вовка з Парижа та слухача університету у Відні Зенона Кузеля, які провели 10 днів у селі, фотографуючи та збираючи етнографічний матеріал. Спеціально для цієї експедиції вони купили у Відні "фотографічний апарат з Герцом найновішої едиції". - Експонати із Мшанця є в музеях Базеля і Відня. - 78 експонатів з Бойківщини (знаряддя для переробки льону, конопель і ткання полотна) навесні 1913 року о. Зубрицький передав Музею НТШ у Львові. - Цілу зиму 1897/8 у Мшанці на плебанії о. Зубрицького гостював секретар НТШ Володимир Гнатюк, списуючи для "Етнографічного збірника" народні пісні, поговірки та звичаї. - Заїжджав до Мшанця і директор Національного Музею у Львові Іляріон Свєнціцький та забрав до музею деякі старі образи з церкви. - Свій 48-й День Народження Іван Франко "святкував" у Мшанці під час цієї експедиції у 1904 р. До речі, під час експедиції робили атропологічні виміри, і, як згадує Зенон Кузеля, поміряли також і Франка: "й Вовк із великим задоволенням проголосив, що Франкова голова чисто українська (мабуть, із покажчиком біля 85) й далеко кругліша, як пересічно в українців". - Наріжний камінь будинку "Просвіти" у Мшанці закладали о. Михайло Зубрицький разом з Іваном Франком. “Просвіта” теж була унікальна: при ній функціонувала руська крамниця, власниками якої були самі селяни. За виручку від продажі щорічно закуповувалися книги, журнали та газети. Сьогодні у цьому приміщені є недіючий музей ім. о. Михайла Зубрицького. - У Шевченківському Гаю у Львові знаходиться хата із с. Мшанець - пам'ятка архітектури (історії), споруда 1920 року. Найпримітивніший тип замкнутого двору. Зруб житлового приміщення (поч. XX ст.) за допомогою току ("боїська") зблокований зі зрубом стайні (кін. XIX ст.) Тік одночасно виконує функцію сіней. Вздовж тильної стіни - прибудова ("загата"). На заході Бойківщини таке планування мали тимчасові житла. Будівля відтворена в музеї в 1975 р. - Українську абетку шрифту Брайля для сліпих створив Андрій Волощак - сліпий поет із Мшанця, засновник львівського відділення УТОСу. - Є свідчення про те, що в часи підпільної боротьби в селі була організована криївка-читальня, до якої селяни позносили книги, за переховування яких могли отримати реальні терміни та висилання в Сибір. - Перший синьо-жовтий прапор, піднятий 4 вересня 1991 року над Верховною Радою України, був із Мшанця. |
| Унікальна Дзвіниця “Вежа пам’яті” з найвисотнішим у Європі хрестом                           | Рекорд зафіксовано в Книзі рекордів України. Хрест знаходиться на висоті 907 м над рівнем моря. Сама дзвіниця дерев’яна, висота 43 м. Знаходиться у с. Недільна. |
| Мінеральні води типу “Боржомі”, “Нафтуся”, “Содова” і “Залізна”                              | Край багатий на джерела унікальних мінеральних вод, особливо в зоні рекреації поблизу с. Смеречка. Також у багатьох селах є джерела мінеральних вод, найпоширеніша з яких “Нафтуся”. |
|                                                                                              | |
| Стрілки і о. Михайло Вербицький, автор музики до державного гімну України.                   | У с. Стрілки з 1853 по 1856 р. душпастирював о. Михайло Вербицький, автор музики до державного гімну України. Збереглися свідчення, які ще потребують перевірки, що музику до державного гімну о. Михайло написав власне у с. Стрілки. |

### Цікаві сучасні факти
- 26.11.2021 р. у с. Мшанець на парафіяльному еко-таборі "Мшанецькі колиби" представники Стрілківської громади взяли участь у Всеукраїнському патріотичному флешмобі та вразили всіх виконанням пісні "Батько наш Бандера" [183][184][185].
- 16.01.2022 р. у с. Стрілки встановлено Рекорд України "Наймасовіше виконання колядки "Нова радість стала" на сопілках". Колядку одночасно виконали 406 сопілкарів.[87][91][92][94][95][97] Рекорд присвячено пам'яті вчителя музики із с. Головецько Миколи Пукія. Ініціатор - вчитель музики с. Стрілки Ярослав Мицак.
- Через 3 села Стрілківської громади (Грозьова, Мшанець і Ясениця-Замкова) пролягає гілка “На Пікуй [Архівовано 8 грудня 2021 у Wayback Machine.]”[186] мережі історико-культурних туристичних маршрутів “ФранкоМандри+”, яку у 2021 році розробили співробітники Дому Франка у Львові, активісти ГО "Магура" та інші партнери. Повна нитка маршруту складає 149 км: Самбір, Старий Самбір, Грозьова, Мшанець (з ночівлею), Ясениця-Замкова, Розлуч, Турка, Кривка.
- 04.07.2022 р. Стрілківська громада опублікувала музичний кліп "Прибери Карпати як у себе біля хати", присвячений пам'яті воїна ЗСУ та еко-активіста Романа Жука[187][188][189][190].
- У громади є власний туристичний бренд "БойкоМандри". Це мережа історико-культурних туристичних маршрутів, що охоплюють більшість території Стрілківської громади. Проект було реалізовано у 2023 році ГО "Магура" при підтримці УКФ та Стрілкіської сільської ради.
- 13.01.2024 у селі Мшанець було встановлено Рекорд України по виконанню коляди "Там во Бахмуті" найбільшою кількістю вертепів із різдвяними зірками (105 колективів, 1259 осіб). Через онлайн-зв'язок також колядували воїни 80-ї бригади ЗСУ неподалік міста Бахмут.
- 02.03.2025 у селі Стрілки урочисто відкрито та освячено унікальний в Україні музичний парк ім. о. Михайла Вербицького з нагоди 210-ї річниці з Дня його народження. У парку встановлено вуличні музичні інструменти та арт-об’єкти.[115][116][191][192] Також створено дослідницьке відео про історію написання Гімну України та о. Михайла Вербицького.[193][194][195]

## Проєкти громади
- "Мшанецькі колиби" - туристичний табір для дикого відпочинку, збудований за ініціативи жителів села Мшанець, мета якого - не тільки розвивати зелений, культурний, історичний та інші види туризму в наших селах, але й стати своєрідним "гірським хабом", місцем, де перетинаються міський і сільський світогляд, зароджуються й реалізуються соціальні ініціативи (зокрема, освітньо-практичний проєкт "Власна справа у власному селі", науково-мистецький фестиваль "В гості до Бойків", благодійний ярмарок "Різдвяні смаколики із Мшанця", соціальний кінотеатр, локальний музей о. М. Зубрицького тощо).
- Фестиваль "В гості до Бойків та о. Михайла Зубрицького" - етно-фестиваль, присвячений пам'яті видатного священика УГКЦ о. Михайла Зубрицького, який душпастирював у с. Мшанець в 1883-1914 рр. та поєднав служіння сільського священика і громадського діяча з великою науковою працею над історією, культурою та побутом села і Бойківського регіону.
- Цей просвітницький та культурно-мистецький фестиваль покликаний зібрати в одному місці найкращі взірці з різних сфер традиційної та сучасної бойківської культури – музика, танці, ремесла, дизайнерський одяг, унікальні історичні «кейси»; стати своєрідним «бойківським нетворкінгом» - креативним кроссекторальним майданчиком для формації партнерств між представниками культурних та креативних індустрій, місцевих жителів, органів влади, підприємців, активістів; підвищити туристичну привабливість гірського бойківського регіону через актуалізацію ресурсів культурної спадщини та локальної ідентичності як одного із чинників сучасної української ідентичності[196][197][198].

У 2021 р. цей захід був проведений у формі повноцінного фестивалю, на який з'їхалися 3 тис. людей. Виступали відомі традиційні бойківські та сучасні гурти “Мері”, “Navigator”, “No Limits”, “Modern Folk”, “Моцні Бойки”, “На Драбині”, Ірина Савула, Сестри Ігнатишин та Дримбарі з Бітлі. Дизайнерки Тетяна Знак, Ірина Демків та Оксана Сокол презентували колекції сучасного бойківського одягу (“Показ мод”), а також було чимало інших майстер-класів: хусткування, трембітання, гра на сопілці та дримбі, ткацький верстат, лялька-мотанка, вироби з соломи, банси, аква грим, солодка вата, батут для дітей, “жива” фотозона з вівцями, безліч тематичних сільських фотозон, лавка Франка тощо. Родзинкою стала дегустація автентичної бойківської кухні (страви готували та продавали господині сіл Мшанець, Галівка та Плоске).
- "Порядок ведення лісового господарства" - рішення сільської ради (перше таке рішення в Україні), відповідно до якого лісогосподарські підприємства зобов’язані суворо дотримуватись законів України, розпоряджень та рішень місцевих рад, зокрема обов'язкового проведення громадських слухань перед рубкою, а також зобов’язуються залишити за собою чистоту, посадити нові насадження та підремонтувати дорогу[200][201].
- "Чиста громада у чистих Карпатах" - організація централізованого вивезення сміття із сіл, де його десятки років не вивозили: підписання договорів із жителями (зміна ментальності), встановлення баків для роздільного сортування, облаштування майданчиків під баки, закупівля комунального транспорту, інформаційна кампанія тощо[202][203][204].
- Пілотний україно-швейцарський проєкт "Діємо для здоров'я" (повна назва - "Скорочення поширеності факторів ризику неінфекційних захворювань (НІЗ) в Україні"), що має на меті зменшити тягар хвороб та запобігти передчасній смертності від НІЗ, а також підвищити тривалість життя чоловіків та жінок шляхом запровадження інтегрованого підходу до профілактики, лікування та контролю неінфекційних захворювань[205][206][207][208][152][153].
- Менторська програма «Громадське здоров’я для територіальних громад» від U-LEAD з Європою та School of Public Health of Kyiv-Mohyla Academy для посилення сектору громадського здоров’я в територіальних громадах. В рамках проєкту буде розроблено програми та політики з громадського здоров’я для Стрілківської територіальної громади.[209][210][211]

Візуалізація. Ресторан майбутнього курортного комплексу у с. Смеречка, Львівська обл.

- Розроблення детального плану території курортної зони «Смеречка» на території Стрілківської сільської ради за межами населених пунктів Самбірського району Львівської області та проекту землеустрою щодо відведення земельної ділянки з топографо-геодезичною зйомкою.[212][213]

Відповідно до планування курортної зони, у Смеречці мають бути:
- – Курортні готелі
- – Літній театр
- – Басейн
- – Ресторан з адміністративними приміщеннями загальнокурортного призначення
- – Курортний зал
- – Спортивний зал
- – Бювет
- – Спортивні майданчики
- – Автостоянка
- – Стоянка туристичних автобусів
- – Декоративне озеро
- – Свердловини мінеральних вод

Гідрогеологічний висновок на ділянку розташування курортної зони «Смеречка» уже є, там виявлено мінеральні води «Нафтуся» і "Боржомі".
- Інфраструктурні проєкти, реалізовані за перший рік діяльності громади (у 2021):

а) Капітальний ремонт приміщення їдальні опорного закладу загальної середньої освіти I-III ст. с. Головецько Стрілківської сільської ради Самбірського району Львівської області.
б) Придбання звукового обладнання для Народного дому с. Тур’є Самбірського району Львівської області.
в) Капітальний ремонт приміщення санвузлів Народного дому по вул. Вербицького в с. Стрілки Самбірського району Львівської області.
г) Благоустрій (капітальний ремонт) прилеглої території і під’їзних шляхів та влаштування елементів безпеки на "Вежі пам’яті" в с. Недільна Самбірського району Львівської області.
ґ) Придбання намету-зірки для проведення майстер-класів та інших заходів на природі в рамках конкурсу міні-грантів "Активуйся" від ЛОДА.
9) Інші проєкти:
а) Організація діяльності Громадського кінотеатру у с. Мшанець та Молодіжного кінотеатру у с. Стрілки.
б) Виїзди "Мобільної бригади" від БО "Львівська освітня фундація" ("Українська освітня платформа") до с. Верхній Лужок та Стрілки.
в) Міжобласний екологічний проєкт для дошкільнят "Зеровейстик". Реалізований активістами з Львівської (ГО "Магура"), Закарпатської (ГО "Чисто.де"), Луганської та Тернопільської областей за підтримки Британської Ради. Пілотним учасником проєкту став Верхньолужоцький дошкільний заклад.
- Фестиваль здоров'я "Здоров'я FEST!" 24 липня 2022 р[155]. Ідею такого типу фестивалю розробила команда консалтингової агенції One Health спільно з партнерами. Програма заходу передбачала безліч активностей на різних локаціях[221].
  - виступ провідного дієтолога України Оксани Скиталінської[222];
  - майстер-клас для найменших від амбасадорок освітнього проєкту "Здорове харчування для дітей" із складання тарілки здорового харчування[223];
  - практикум на манекенах першої домедичної допомоги від тренерів SMART Medical Aid;
  - мобільна бригада лікарів зі Львова та Стрілок в імпровізованому кабінеті-наметі, де можна було поміряти рівень цукру, пройти консультацію, поспілкуватися з психологом;
  - тренінг з акторської майстерності від акторки театру і кіно Марії Трєпікової (вправи на взаємодію з партнерами; робота з власним тілом для зняття емоційної напруги; вправи, що допомагають розкрити можливості голосу; практики для розслаблення і відчуття свободи у спілкуванні);
  - спортивний квест для школярів від UAactive та Комітету з фізичного виховання та спорту МОН України із нових видів спорту, що із 2022 р. ввійдуть у шкільну навчальну програму: чирлідинг, регбі 5, гандбол, фризбі, корфбол.[156]

Цей захід відбувся за фінансової підтримки Посольства Швейцарії в Україні, через Швейцарську агенцію розвитку та співробітництва (SDC).
- Пілотний проект по шкільному харчуванні, коли одна школа надає послуги харчування для усіх інших[139][140].
- "БойкоМандри: туристичні маршрути Стрілківської громади". Проєкт передбачає створення трьох (на першому етапі) комплексних історико-культурних маршрутів для підвищення туристичної привабливості гірських сіл через актуалізацію, популяризацію та наповнення новими сенсами бойківської культурної спадщини. Маршрути вестимуть до історико-культурних туристичних локацій («Вежа Пам’яті», повстанські криївки, витік Дністра тощо), «по дорозі» розкриваючи перед мандрівниками унікальні «кейси» локальної історії. Також в рамках проєкту буде організовану систему неформальної освіти для місцевих жителів, що зможуть бути потенційними гідами чи надавати супутні туристичні послуги. Передбачена інтеграція маршрутів «БойкоМандри» у мережу спільних україно-польських туристичних шляхів та популяризація бойківської культурної спадщини у польській спільноті[224][225][226][227][228][229][230]. Фінансує проєкт Український культурний фонд та Стрілківська сільська рада.

### БойкоМандри (липень 2023 – лютий 2025)
У липні 2023 ГО "Магура" спільно зі Стрілківською сільською радою за підтримки Українського культурного фонду розпочала реалізацію проєкту «БойкоМандри: туристичні маршрути Стрілківської громади» для підвищення туристичної привабливості гірських сіл через актуалізацію, популяризацію та наповнення новими сенсами бойківської культурної спадщини. В рамках проєкту було прокладено 3 комплексні історико-культурні маршрути: "До криївки у церкві" (GPS-трек), "Святині і герої" (GPS-трек), «Бойківський майдан» (GPS-трек).
Також створено аудіозапис трьох пісень: "Повстанська могила" (автор – районовий провідник ОУН Микола Дудич, родом з Головецька), "Коломийка про Маґуру" та "Прикарпаття моє мальовниче".
У 2024 році реалізували наступний проєкт "БойкоМандри 2.0: Музичний парк і Мандрівна школа". В рамках цієї частини створено у Стрілках унікальний в Україні музичний парк ім. о. Михайла Вербицького, автора музики до Державного Гімну України, який є епіцентром культурно-пізнавальних маршрутів “БойкоМандри”. 2 березня 2025 року з нагоди 210-ї річниці з Дня народження о. Михайла Вербицького музичний парк урочисто відкрили і посвятили. Очолював посвяту владика Григорій (Комар), єпископ-помічник Самбірсько-Дрогобицької єпархії УГКЦ разом і греко-католицькими та православними священниками Стрілківської громади.
У парку встановлено вуличні музичні інструменти, доступні за будь-якої погоди 24/7 ("Маримба", дзвони "Монах", трубчасті дзвони, ручний барабан "Дует", "Ехо", співоча лавочка), та арт-об’єкти (інтерактивна доріжка, меморіальна інсталяція ім. о. Михайла Вербицького).
Також досліджено три місцеві історії єдності українського народу, що мають важливе всенаціональне значення:
- "Софійська колядка": історія етнокультурної єдности українського народу.
- "Ще не вмерла Україна": історія духовної єдности українського народу.
- Українська Головна Визвольна Рада: історія усвідомленої єдности українського народу.

Створено дослідницьке відео про історію написання Гімну України та о. Михайла Вербицького.
Організовано комплекс виїзних тренінгів-вишколів “Мандрівна школа” – неформальна освіта місцевих жителів, що зможуть бути потенційними гідами чи надавати супутні туристичні послуги.